# Lista över fornlämningar i Enköpings kommun (Boglösa)
Lista över fornlämningar i Enköpings kommun (Boglösa) är en förteckning av ett urval av de fornlämningar som finns i Boglösa i Enköpings kommun.
| Namn                                | Lämningstyp                 | Tillkomsttid | Historisk indelning | Plats | Läge                 | ID-nr          | Bild                                      |
| ----------------------------------- | --------------------------- | ------------ | ------------------- | ----- | -------------------- | -------------- | ----------------------------------------- |
| Boglösa 1:1                         | Hällristning                |              | Boglösa, Uppland    |       | 59.604088, 17.219139 | 10020900010001 | Ladda upp en bild av detta fornminne      |
| Morfars backe (Boglösa 2:1)         | Gravfält                    |              | Boglösa, Uppland    |       | 59.609571, 17.221828 | 10020900020001 | Ladda upp en bild av detta fornminne      |
| Boglösa 3:1                         | Hällristning                |              | Boglösa, Uppland    |       | 59.616562, 17.204603 | 10020900030001 | Ladda upp en bild av detta fornminne      |
| Boglösa 4:1                         | Stensättning                |              | Boglösa, Uppland    |       | 59.609737, 17.222330 | 10020900040001 | Ladda upp en bild av detta fornminne      |
| Boglösa 4:2                         | Stensättning                |              | Boglösa, Uppland    |       | 59.609642, 17.222540 | 10020900040002 | Ladda upp en bild av detta fornminne      |
| Boglösa 4:3                         | Stensättning                |              | Boglösa, Uppland    |       | 59.610046, 17.222575 | 10020900040003 | Ladda upp en bild av detta fornminne      |
| Boglösa 5:1                         | Stensättning                |              | Boglösa, Uppland    |       | 59.615115, 17.198303 | 10020900050001 | Ladda upp en bild av detta fornminne      |
| Boglösa 5:2                         | Hällristning                |              | Boglösa, Uppland    |       | 59.615235, 17.198131 | 10020900050002 | Ladda upp en bild av detta fornminne      |
| Boglösa 5:3                         | Hällristning                |              | Boglösa, Uppland    |       | 59.615202, 17.198083 | 10020900050003 | Ladda upp en bild av detta fornminne      |
| Boglösa 5:4                         | Hällristning                |              | Boglösa, Uppland    |       | 59.615202, 17.198083 | 10020900050004 | Ladda upp en bild av detta fornminne      |
| Boglösa 5:5                         | Stensättning                |              | Boglösa, Uppland    |       | 59.615253, 17.198279 | 10020900050005 | Ladda upp en bild av detta fornminne      |
| Boglösa 5:7                         | Stensättning                |              | Boglösa, Uppland    |       | 59.615395, 17.198636 | 10020900050007 | Ladda upp en bild av detta fornminne      |
| Boglösa 5:8                         | Hällristning                |              | Boglösa, Uppland    |       | 59.615521, 17.199440 | 10020900050008 | Ladda upp en bild av detta fornminne      |
| Boglösa 5:9                         | Stensättning                |              | Boglösa, Uppland    |       | 59.615599, 17.199394 | 10020900050009 | Ladda upp en bild av detta fornminne      |
| Boglösa 5:10                        | Stensättning                |              | Boglösa, Uppland    |       | 59.615004, 17.198326 | 10020900050010 | Ladda upp en bild av detta fornminne      |
| Boglösa 5:11                        | Stensättning                |              | Boglösa, Uppland    |       | 59.614922, 17.198211 | 10020900050011 | Ladda upp en bild av detta fornminne      |
| Boglösa 8:1                         | Hällristning                |              | Boglösa, Uppland    |       | 59.618018, 17.190970 | 10020900080001 | Ladda upp en bild av detta fornminne      |
| Boglösa 9:1                         | Hällristning                |              | Boglösa, Uppland    |       | 59.618122, 17.193423 | 10020900090001 | Ladda upp en bild av detta fornminne      |
| Boglösa 10:1                        | Hällristning                |              | Boglösa, Uppland    |       | 59.617782, 17.192005 | 10020900100001 | Ladda upp en bild av detta fornminne      |
| Boglösa 15:5                        | Stensättning                |              | Boglösa, Uppland    |       | 59.615614, 17.185719 | 10020900150005 | Ladda upp en bild av detta fornminne      |
| Boglösa 16:1                        | Röse                        |              | Boglösa, Uppland    |       | 59.614995, 17.187818 | 10020900160001 | Ladda upp en bild av detta fornminne      |
| Boglösa 16:2                        | Stensättning                |              | Boglösa, Uppland    |       | 59.615348, 17.187840 | 10020900160002 | Ladda upp en bild av detta fornminne      |
| Boglösa 17:1                        | Stensättning                |              | Boglösa, Uppland    |       | 59.615803, 17.180757 | 10020900170001 | Ladda upp en bild av detta fornminne      |
| Boglösa 17:2                        | Stensättning                |              | Boglösa, Uppland    |       | 59.615803, 17.180983 | 10020900170002 | Ladda upp en bild av detta fornminne      |
| Boglösa 17:3                        | Hällristning                |              | Boglösa, Uppland    |       | 59.615598, 17.180666 | 10020900170003 | Ladda upp en bild av detta fornminne      |
| Boglösa 17:4                        | Hällristning                |              | Boglösa, Uppland    |       | 59.615378, 17.180865 | 10020900170004 | Ladda upp en bild av detta fornminne      |
| Boglösa 17:5                        | Hällristning                |              | Boglösa, Uppland    |       | 59.615318, 17.181031 | 10020900170005 | Ladda upp en bild av detta fornminne      |
| Boglösa 19:1                        | Stensättning                |              | Boglösa, Uppland    |       | 59.615581, 17.182987 | 10020900190001 | Ladda upp en bild av detta fornminne      |
| Boglösa 21:1                        | Stensättning                |              | Boglösa, Uppland    |       | 59.612873, 17.182195 | 10020900210001 | Ladda upp en bild av detta fornminne      |
| Boglösa 22:1                        | Hällristning                |              | Boglösa, Uppland    |       | 59.615187, 17.206424 | 10020900220001 | Ladda upp en bild av detta fornminne      |
| Boglösa 22:2                        | Hällristning                |              | Boglösa, Uppland    |       | 59.615147, 17.206656 | 10020900220002 | Ladda upp en bild av detta fornminne      |
| Boglösa 22:3                        | Hällristning                |              | Boglösa, Uppland    |       | 59.615083, 17.206818 | 10020900220003 | Ladda upp en bild av detta fornminne      |
| Boglösa 22:4                        | Hällristning                |              | Boglösa, Uppland    |       | 59.615266, 17.205710 | 10020900220004 | Ladda upp en bild av detta fornminne      |
| Boglösa 23:1                        | Stensättning                |              | Boglösa, Uppland    |       | 59.612704, 17.190490 | 10020900230001 | Ladda upp en bild av detta fornminne      |
| Boglösa 24:1                        | Stensättning                |              | Boglösa, Uppland    |       | 59.612384, 17.187106 | 10020900240001 | Ladda upp en bild av detta fornminne      |
| Boglösa 25:1                        | Hällristning                |              | Boglösa, Uppland    |       | 59.614270, 17.181048 | 10020900250001 | Ladda upp en bild av detta fornminne      |
| Boglösa 25:2                        | Hällristning                |              | Boglösa, Uppland    |       | 59.614244, 17.181415 | 10020900250002 | Ladda upp en bild av detta fornminne      |
| Boglösa 26:1                        | Stensättning                |              | Boglösa, Uppland    |       | 59.613036, 17.195541 | 10020900260001 | Ladda upp en bild av detta fornminne      |
| Boglösa 26:2                        | Hög                         |              | Boglösa, Uppland    |       | 59.612751, 17.195963 | 10020900260002 | Ladda upp en bild av detta fornminne      |
| Boglösa 27:1                        | Stensättning                |              | Boglösa, Uppland    |       | 59.613019, 17.196646 | 10020900270001 | Ladda upp en bild av detta fornminne      |
| Boglösa 27:2                        | Hög                         |              | Boglösa, Uppland    |       | 59.612677, 17.197142 | 10020900270002 | Ladda upp en bild av detta fornminne      |
| Boglösa 28:1                        | Hällristning                |              | Boglösa, Uppland    |       | 59.614721, 17.203353 | 10020900280001 | Ladda upp en bild av detta fornminne      |
| Boglösa 29:4                        | Grav markerad av sten/block |              | Boglösa, Uppland    |       | 59.612203, 17.201760 | 10020900290004 | Ladda upp en bild av detta fornminne      |
| Boglösa 30:1                        | Stensättning                |              | Boglösa, Uppland    |       | 59.613181, 17.206984 | 10020900300001 | Ladda upp en bild av detta fornminne      |
| Boglösa 30:2                        | Hällristning                |              | Boglösa, Uppland    |       | 59.612907, 17.207760 | 10020900300002 | Ladda upp en bild av detta fornminne      |
| Boglösa 30:3                        | Stensättning                |              | Boglösa, Uppland    |       | 59.613116, 17.207170 | 10020900300003 | Ladda upp en bild av detta fornminne      |
| Boglösa 32:1                        | Röse                        |              | Boglösa, Uppland    |       | 59.612750, 17.208588 | 10020900320001 | Ladda upp en bild av detta fornminne      |
| Boglösa 32:2                        | Röse                        |              | Boglösa, Uppland    |       | 59.612599, 17.208876 | 10020900320002 | Ladda upp en bild av detta fornminne      |
| Boglösa 33:1                        | Hällristning                |              | Boglösa, Uppland    |       | 59.603924, 17.200165 | 10020900330001 | Ladda upp en bild av detta fornminne      |
| Boglösa 38:1                        | Gravfält                    |              | Boglösa, Uppland    |       | 59.603515, 17.213896 | 10020900380001 | Ladda upp en bild av detta fornminne      |
| Boglösa 39:1                        | Stensättning                |              | Boglösa, Uppland    |       | 59.618932, 17.175607 | 10020900390001 | Ladda upp en bild av detta fornminne      |
| Boglösa 46:1                        | Hällristning                |              | Boglösa, Uppland    |       | 59.615394, 17.177271 | 10020900460001 | Ladda upp en bild av detta fornminne      |
| Boglösa 47:1                        | Stensättning                |              | Boglösa, Uppland    |       | 59.615231, 17.177105 | 10020900470001 | Ladda upp en bild av detta fornminne      |
| Boglösa 47:4                        | Stensättning                |              | Boglösa, Uppland    |       | 59.615139, 17.176773 | 10020900470004 | Ladda upp en bild av detta fornminne      |
| Boglösa 48:1                        | Hällristning                |              | Boglösa, Uppland    |       | 59.615746, 17.176984 | 10020900480001 | Ladda upp en bild av detta fornminne      |
| Boglösa 49:1                        | Röse                        |              | Boglösa, Uppland    |       | 59.612398, 17.168826 | 10020900490001 | Ladda upp en bild av detta fornminne      |
| Boglösa 52:1                        | Röse                        |              | Boglösa, Uppland    |       | 59.614094, 17.170994 | 10020900520001 | Ladda upp en bild av detta fornminne      |
| Boglösa 53:1                        | Hällristning                |              | Boglösa, Uppland    |       | 59.614126, 17.167182 | 10020900530001 | Ladda upp en bild av detta fornminne      |
| Boglösa 54:1                        | Hällristning                |              | Boglösa, Uppland    |       | 59.613253, 17.167231 | 10020900540001 | Ladda upp en bild av detta fornminne      |
| Boglösa 54:2                        | Hällristning                |              | Boglösa, Uppland    |       | 59.613174, 17.167343 | 10020900540002 | Ladda upp en bild av detta fornminne      |
| Boglösa 55:1                        | Hällristning                |              | Boglösa, Uppland    |       | 59.611961, 17.165914 | 10020900550001 | Ladda upp en bild av detta fornminne      |
| Boglösa 55:2                        | Hällristning                |              | Boglösa, Uppland    |       | 59.611892, 17.166126 | 10020900550002 | Ladda upp en bild av detta fornminne      |
| Boglösa 55:3                        | Hällristning                |              | Boglösa, Uppland    |       | 59.611723, 17.166222 | 10020900550003 | Ladda upp en bild av detta fornminne      |
| Boglösa 55:4                        | Hällristning                |              | Boglösa, Uppland    |       | 59.611600, 17.166296 | 10020900550004 | Ladda upp en bild av detta fornminne      |
| Boglösa 56:1                        | Hällristning                |              | Boglösa, Uppland    |       | 59.611519, 17.165150 | 10020900560001 | Ladda upp en bild av detta fornminne      |
| Boglösa 57:1                        | Stensättning                |              | Boglösa, Uppland    |       | 59.611341, 17.166085 | 10020900570001 | Ladda upp en bild av detta fornminne      |
| Boglösa 58:1                        | Hällristning                |              | Boglösa, Uppland    |       | 59.610550, 17.166047 | 10020900580001 | Ladda upp en bild av detta fornminne      |
| Boglösa 61:1                        | Hällristning                |              | Boglösa, Uppland    |       | 59.613336, 17.160401 | 10020900610001 | Ladda upp en bild av detta fornminne      |
| Boglösa 61:2                        | Hällristning                |              | Boglösa, Uppland    |       | 59.613450, 17.160476 | 10020900610002 | Ladda upp en bild av detta fornminne      |
| Boglösa 61:3                        | Hällristning                |              | Boglösa, Uppland    |       | 59.613390, 17.160546 | 10020900610003 | Ladda upp en bild av detta fornminne      |
| Boglösa 61:4                        | Hällristning                |              | Boglösa, Uppland    |       | 59.613619, 17.161180 | 10020900610004 | Ladda upp en bild av detta fornminne      |
| Boglösa 63:1                        | Röse                        |              | Boglösa, Uppland    |       | 59.614737, 17.161069 | 10020900630001 | Ladda upp en bild av detta fornminne      |
| Boglösa 63:2                        | Stensättning                |              | Boglösa, Uppland    |       | 59.614428, 17.161397 | 10020900630002 | Ladda upp en bild av detta fornminne      |
| Boglösa 70:1                        | Stensättning                |              | Boglösa, Uppland    |       | 59.615958, 17.149054 | 10020900700001 | Ladda upp en bild av detta fornminne      |
| Boglösa 70:2                        | Hällristning                |              | Boglösa, Uppland    |       | 59.616068, 17.149040 | 10020900700002 | Ladda upp en bild av detta fornminne      |
| Boglösa 71:1                        | Hällristning                |              | Boglösa, Uppland    |       | 59.616720, 17.147264 | 10020900710001 | Ladda upp en bild av detta fornminne      |
| Boglösa 72:1                        | Hällristning                |              | Boglösa, Uppland    |       | 59.611538, 17.141082 | 10020900720001 | Ladda upp en bild av detta fornminne      |
| Boglösa 72:3                        | Hällristning                |              | Boglösa, Uppland    |       | 59.611538, 17.141082 | 10020900720003 | Ladda upp en bild av detta fornminne      |
| Boglösa 73:1                        | Hällristning                |              | Boglösa, Uppland    |       | 59.611007, 17.141979 | 10020900730001 | Ladda upp en bild av detta fornminne      |
| Boglösa 74:1                        | Hällristning                |              | Boglösa, Uppland    |       | 59.607650, 17.168874 | 10020900740001 | Ladda upp en bild av detta fornminne      |
| Boglösa 74:2                        | Hällristning                |              | Boglösa, Uppland    |       | 59.607510, 17.168905 | 10020900740002 | Ladda upp en bild av detta fornminne      |
| Boglösa 74:3                        | Hällristning                |              | Boglösa, Uppland    |       | 59.607528, 17.168979 | 10020900740003 | Ladda upp en bild av detta fornminne      |
| Boglösa 74:4                        | Hällristning                |              | Boglösa, Uppland    |       | 59.607535, 17.168809 | 10020900740004 | Ladda upp en bild av detta fornminne      |
| Boglösa 75:1                        | Grav- och boplatsområde     |              | Boglösa, Uppland    |       | 59.625774, 17.147699 | 10020900750001 | Ladda upp en bild av detta fornminne      |
| Boglösa 78:1                        | Grav- och boplatsområde     |              | Boglösa, Uppland    |       | 59.621689, 17.142116 | 10020900780001 | Ladda upp en bild av detta fornminne      |
| Boglösa 80:1                        | Hällristning                |              | Boglösa, Uppland    |       | 59.619308, 17.139901 | 10020900800001 | Ladda upp en bild av detta fornminne      |
| Boglösa 80:2                        | Hällristning                |              | Boglösa, Uppland    |       | 59.619393, 17.139929 | 10020900800002 | Ladda upp en bild av detta fornminne      |
| Boglösa 80:3                        | Hällristning                |              | Boglösa, Uppland    |       | 59.619370, 17.140069 | 10020900800003 | Ladda upp en bild av detta fornminne      |
| Boglösa 87:1                        | Hällristning                |              | Boglösa, Uppland    |       | 59.618767, 17.145705 | 10020900870001 | Ladda upp en bild av detta fornminne      |
| Boglösa 88:1                        | Hällristning                |              | Boglösa, Uppland    |       | 59.617937, 17.144241 | 10020900880001 | Ladda upp en bild av detta fornminne      |
| Boglösa 88:2                        | Hällristning                |              | Boglösa, Uppland    |       | 59.618053, 17.144444 | 10020900880002 | Ladda upp en bild av detta fornminne      |
| Boglösa 89:1                        | Hällristning                |              | Boglösa, Uppland    |       | 59.618259, 17.142625 | 10020900890001 | Ladda upp en bild av detta fornminne      |
| Boglösa 90:1                        | Hällristning                |              | Boglösa, Uppland    |       | 59.617416, 17.144173 | 10020900900001 | Ladda upp en bild av detta fornminne      |
| Boglösa 91:1                        | Hällristning                |              | Boglösa, Uppland    |       | 59.617432, 17.142554 | 10020900910001 | Ladda upp en bild av detta fornminne      |
| Boglösa 92:1                        | Hällristning                |              | Boglösa, Uppland    |       | 59.615381, 17.143716 | 10020900920001 | Ladda upp en bild av detta fornminne      |
| Boglösa 94:1                        | Hällristning                |              | Boglösa, Uppland    |       | 59.610909, 17.146180 | 10020900940001 | Ladda upp en bild av detta fornminne      |
| Boglösa 94:2                        | Hällristning                |              | Boglösa, Uppland    |       | 59.610932, 17.146359 | 10020900940002 | Ladda upp en bild av detta fornminne      |
| Boglösa 94:3                        | Hällristning                |              | Boglösa, Uppland    |       | 59.610948, 17.146402 | 10020900940003 | Ladda upp en bild av detta fornminne      |
| Boglösa 94:4                        | Hällristning                |              | Boglösa, Uppland    |       | 59.611022, 17.146648 | 10020900940004 | Ladda upp en bild av detta fornminne      |
| Boglösa 94:5                        | Hällristning                |              | Boglösa, Uppland    |       | 59.611052, 17.146663 | 10020900940005 | Ladda upp en bild av detta fornminne      |
| Boglösa 95:1                        | Hällristning                |              | Boglösa, Uppland    |       | 59.610978, 17.149013 | 10020900950001 | Ladda upp en bild av detta fornminne      |
| Boglösa 95:2                        | Hällristning                |              | Boglösa, Uppland    |       | 59.611000, 17.149048 | 10020900950002 | Ladda upp en bild av detta fornminne      |
| Boglösa 95:3                        | Hällristning                |              | Boglösa, Uppland    |       | 59.610973, 17.148867 | 10020900950003 | Ladda upp en bild av detta fornminne      |
| Boglösa 96:1                        | Hällristning                |              | Boglösa, Uppland    |       | 59.610841, 17.140444 | 10020900960001 | Ladda upp en bild av detta fornminne      |
| Boglösa 97:1                        | Hällristning                |              | Boglösa, Uppland    |       | 59.616482, 17.150653 | 10020900970001 | Ladda upp en bild av detta fornminne      |
| Boglösa 98:1                        | Hällristning                |              | Boglösa, Uppland    |       | 59.613716, 17.145779 | 10020900980001 | Ladda upp en bild av detta fornminne      |
| Boglösa 98:2                        | Hällristning                |              | Boglösa, Uppland    |       | 59.613800, 17.144876 | 10020900980002 | Ladda upp en bild av detta fornminne      |
| Boglösa 100:1                       | Hällristning                |              | Boglösa, Uppland    |       | 59.613322, 17.148575 | 10020901000001 | Ladda upp en bild av detta fornminne      |
| Boglösa 102:1                       | Hällristning                |              | Boglösa, Uppland    |       | 59.611523, 17.135679 | 10020901020001 | Ladda upp en bild av detta fornminne      |
| Boglösa 103:1                       | Hällristning                |              | Boglösa, Uppland    |       | 59.611889, 17.137169 | 10020901030001 | Ladda upp en bild av detta fornminne      |
| Boglösa 103:2                       | Hällristning                |              | Boglösa, Uppland    |       | 59.611991, 17.137101 | 10020901030002 | Ladda upp en bild av detta fornminne      |
| Boglösa 105:1                       | Hällristning                |              | Boglösa, Uppland    |       | 59.611574, 17.138603 | 10020901050001 | Ladda upp en bild av detta fornminne      |
| Boglösa 105:2                       | Hällristning                |              | Boglösa, Uppland    |       | 59.611569, 17.138752 | 10020901050002 | Ladda upp en bild av detta fornminne      |
| Boglösa 105:3                       | Hällristning                |              | Boglösa, Uppland    |       | 59.611550, 17.138728 | 10020901050003 | Ladda upp en bild av detta fornminne      |
| Boglösa 106:1                       | Hällristning                |              | Boglösa, Uppland    |       | 59.611259, 17.136712 | 10020901060001 | Ladda upp en bild av detta fornminne      |
| Boglösa 107:1                       | Hällristning                |              | Boglösa, Uppland    |       | 59.612347, 17.134010 | 10020901070001 | Ladda upp en bild av detta fornminne      |
| Brandskogsskeppet (Boglösa 109:1)   | Hällristning                |              | Boglösa, Uppland    |       | 59.603399, 17.166536 | 10020901090001 | Ladda upp en till bild av detta fornminne |
| Brandskogsskeppet (Boglösa 109:2)   | Stensättning                |              | Boglösa, Uppland    |       | 59.603263, 17.166205 | 10020901090002 | Ladda upp en bild av detta fornminne      |
| Boglösa 110:1                       | Grav- och boplatsområde     |              | Boglösa, Uppland    |       | 59.607726, 17.133807 | 10020901100001 | Ladda upp en bild av detta fornminne      |
| Boglösa 111:1                       | Hällristning                |              | Boglösa, Uppland    |       | 59.607698, 17.133671 | 10020901110001 | Ladda upp en bild av detta fornminne      |
| Boglösa 112:1                       | Stensättning                |              | Boglösa, Uppland    |       | 59.610274, 17.142586 | 10020901120001 | Ladda upp en bild av detta fornminne      |
| Boglösa 113:1                       | Hällristning                |              | Boglösa, Uppland    |       | 59.607355, 17.137071 | 10020901130001 | Ladda upp en bild av detta fornminne      |
| Boglösa 114:1                       | Hällristning                |              | Boglösa, Uppland    |       | 59.604630, 17.134361 | 10020901140001 | Ladda upp en bild av detta fornminne      |
| Boglösa 119:1                       | Hällristning                |              | Boglösa, Uppland    |       | 59.598729, 17.140297 | 10020901190001 | Ladda upp en bild av detta fornminne      |
| Boglösa 119:2                       | Hällristning                |              | Boglösa, Uppland    |       | 59.598807, 17.140214 | 10020901190002 | Ladda upp en bild av detta fornminne      |
| Boglösa 119:3                       | Hällristning                |              | Boglösa, Uppland    |       | 59.598815, 17.140324 | 10020901190003 | Ladda upp en bild av detta fornminne      |
| Boglösa 119:4                       | Hällristning                |              | Boglösa, Uppland    |       | 59.598936, 17.140260 | 10020901190004 | Ladda upp en bild av detta fornminne      |
| Boglösa 120:1                       | Hällristning                |              | Boglösa, Uppland    |       | 59.598242, 17.140671 | 10020901200001 | Ladda upp en bild av detta fornminne      |
| Boglösa 121:1                       | Hällristning                |              | Boglösa, Uppland    |       | 59.600032, 17.137220 | 10020901210001 | Ladda upp en bild av detta fornminne      |
| Boglösa 121:2                       | Hällristning                |              | Boglösa, Uppland    |       | 59.600149, 17.137245 | 10020901210002 | Ladda upp en bild av detta fornminne      |
| Boglösa 121:3                       | Hällristning                |              | Boglösa, Uppland    |       | 59.600161, 17.137075 | 10020901210003 | Ladda upp en bild av detta fornminne      |
| Boglösa 121:4                       | Hällristning                |              | Boglösa, Uppland    |       | 59.600255, 17.137152 | 10020901210004 | Ladda upp en bild av detta fornminne      |
| Boglösa 122:1                       | Hällristning                |              | Boglösa, Uppland    |       | 59.601144, 17.135972 | 10020901220001 | Ladda upp en bild av detta fornminne      |
| Boglösa 123:1                       | Hällristning                |              | Boglösa, Uppland    |       | 59.601067, 17.138777 | 10020901230001 | Ladda upp en bild av detta fornminne      |
| Boglösa 124:1                       | Hällristning                |              | Boglösa, Uppland    |       | 59.602520, 17.135919 | 10020901240001 | Ladda upp en bild av detta fornminne      |
| Boglösa 124:2                       | Hällristning                |              | Boglösa, Uppland    |       | 59.602589, 17.136059 | 10020901240002 | Ladda upp en bild av detta fornminne      |
| Boglösa 124:3                       | Hällristning                |              | Boglösa, Uppland    |       | 59.602613, 17.136227 | 10020901240003 | Ladda upp en bild av detta fornminne      |
| Boglösa 124:4                       | Hällristning                |              | Boglösa, Uppland    |       | 59.602519, 17.136334 | 10020901240004 | Ladda upp en bild av detta fornminne      |
| Boglösa 125:1                       | Hällristning                |              | Boglösa, Uppland    |       | 59.602826, 17.135560 | 10020901250001 | Ladda upp en bild av detta fornminne      |
| Boglösa 126:1                       | Hällristning                |              | Boglösa, Uppland    |       | 59.601989, 17.136154 | 10020901260001 | Ladda upp en bild av detta fornminne      |
| Boglösa 126:2                       | Hällristning                |              | Boglösa, Uppland    |       | 59.602079, 17.136104 | 10020901260002 | Ladda upp en bild av detta fornminne      |
| Boglösa 127:1                       | Hällristning                |              | Boglösa, Uppland    |       | 59.602101, 17.134537 | 10020901270001 | Ladda upp en bild av detta fornminne      |
| Boglösa 128:1                       | Hällristning                |              | Boglösa, Uppland    |       | 59.595881, 17.143614 | 10020901280001 | Ladda upp en bild av detta fornminne      |
| Boglösa 129:1                       | Hällristning                |              | Boglösa, Uppland    |       | 59.595733, 17.144053 | 10020901290001 | Ladda upp en bild av detta fornminne      |
| Boglösa 129:2                       | Hällristning                |              | Boglösa, Uppland    |       | 59.595650, 17.144097 | 10020901290002 | Ladda upp en bild av detta fornminne      |
| Boglösa 130:1                       | Hällristning                |              | Boglösa, Uppland    |       | 59.595319, 17.144947 | 10020901300001 | Ladda upp en bild av detta fornminne      |
| Boglösa 130:2                       | Hällristning                |              | Boglösa, Uppland    |       | 59.595257, 17.144846 | 10020901300002 | Ladda upp en bild av detta fornminne      |
| Boglösa 130:3                       | Hällristning                |              | Boglösa, Uppland    |       | 59.595155, 17.145179 | 10020901300003 | Ladda upp en bild av detta fornminne      |
| Boglösa 131:1                       | Hällristning                |              | Boglösa, Uppland    |       | 59.594766, 17.146455 | 10020901310001 | Ladda upp en till bild av detta fornminne |
| Boglösa 133:1                       | Hällristning                |              | Boglösa, Uppland    |       | 59.594488, 17.147240 | 10020901330001 | Ladda upp en bild av detta fornminne      |
| Boglösa 134:1                       | Stensättning                |              | Boglösa, Uppland    |       | 59.594614, 17.146389 | 10020901340001 | Ladda upp en bild av detta fornminne      |
| Boglösa 135:1                       | Hög                         |              | Boglösa, Uppland    |       | 59.594096, 17.143428 | 10020901350001 | Ladda upp en bild av detta fornminne      |
| Boglösa 136:1                       | Runristning                 |              | Boglösa, Uppland    |       | 59.591886, 17.135308 | 10020901360001 | Ladda upp en bild av detta fornminne      |
| Boglösa 137:1                       | Hällristning                |              | Boglösa, Uppland    |       | 59.607966, 17.134095 | 10020901370001 | Ladda upp en bild av detta fornminne      |
| Boglösa 137:2                       | Hällristning                |              | Boglösa, Uppland    |       | 59.607918, 17.134184 | 10020901370002 | Ladda upp en bild av detta fornminne      |
| Boglösa 137:3                       | Hällristning                |              | Boglösa, Uppland    |       | 59.607837, 17.134293 | 10020901370003 | Ladda upp en bild av detta fornminne      |
| Stora Rickebyhällen (Boglösa 138:1) | Hällristning                |              | Boglösa, Uppland    |       | 59.607985, 17.133048 | 10020901380001 | Ladda upp en till bild av detta fornminne |
| Boglösa 138:2                       | Hällristning                |              | Boglösa, Uppland    |       | 59.608030, 17.133103 | 10020901380002 | Ladda upp en bild av detta fornminne      |
| Boglösa 138:3                       | Hällristning                |              | Boglösa, Uppland    |       | 59.607971, 17.133414 | 10020901380003 | Ladda upp en bild av detta fornminne      |
| Boglösa 139:1                       | Hällristning                |              | Boglösa, Uppland    |       | 59.607798, 17.132773 | 10020901390001 | Ladda upp en bild av detta fornminne      |
| Boglösa 140:1                       | Hällristning                |              | Boglösa, Uppland    |       | 59.608089, 17.132156 | 10020901400001 | Ladda upp en bild av detta fornminne      |
| Boglösa 141:1                       | Hällristning                |              | Boglösa, Uppland    |       | 59.607023, 17.130167 | 10020901410001 | Ladda upp en bild av detta fornminne      |
| Boglösa 142:1                       | Hällristning                |              | Boglösa, Uppland    |       | 59.607561, 17.129281 | 10020901420001 | Ladda upp en bild av detta fornminne      |
| Boglösa 143:1                       | Hällristning                |              | Boglösa, Uppland    |       | 59.607947, 17.128692 | 10020901430001 | Ladda upp en bild av detta fornminne      |
| Boglösa 144:1                       | Hällristning                |              | Boglösa, Uppland    |       | 59.607561, 17.130692 | 10020901440001 | Ladda upp en bild av detta fornminne      |
| Boglösa 144:2                       | Hällristning                |              | Boglösa, Uppland    |       | 59.607509, 17.130761 | 10020901440002 | Ladda upp en bild av detta fornminne      |
| Boglösa 145:1                       | Hällristning                |              | Boglösa, Uppland    |       | 59.608530, 17.128719 | 10020901450001 | Ladda upp en bild av detta fornminne      |
| Boglösa 145:2                       | Hällristning                |              | Boglösa, Uppland    |       | 59.608398, 17.128961 | 10020901450002 | Ladda upp en bild av detta fornminne      |
| Boglösa 146:1                       | Hällristning                |              | Boglösa, Uppland    |       | 59.608576, 17.128190 | 10020901460001 | Ladda upp en bild av detta fornminne      |
| Boglösa 147:1                       | Hällristning                |              | Boglösa, Uppland    |       | 59.606992, 17.126415 | 10020901470001 | Ladda upp en bild av detta fornminne      |
| Boglösa 148:1                       | Hällristning                |              | Boglösa, Uppland    |       | 59.608404, 17.130451 | 10020901480001 | Ladda upp en bild av detta fornminne      |
| Boglösa 149:1                       | Hällristning                |              | Boglösa, Uppland    |       | 59.608313, 17.130546 | 10020901490001 | Ladda upp en bild av detta fornminne      |
| Boglösa 149:2                       | Hällristning                |              | Boglösa, Uppland    |       | 59.608248, 17.130589 | 10020901490002 | Ladda upp en bild av detta fornminne      |
| Boglösa 150:1                       | Gravfält                    |              | Boglösa, Uppland    |       | 59.604270, 17.132670 | 10020901500001 | Ladda upp en bild av detta fornminne      |
| Boglösa 151:1                       | Hällristning                |              | Boglösa, Uppland    |       | 59.606554, 17.132797 | 10020901510001 | Ladda upp en bild av detta fornminne      |
| Boglösa 153:1                       | Hällristning                |              | Boglösa, Uppland    |       | 59.604518, 17.133859 | 10020901530001 | Ladda upp en bild av detta fornminne      |
| Boglösa 153:2                       | Hällristning                |              | Boglösa, Uppland    |       | 59.604565, 17.133804 | 10020901530002 | Ladda upp en bild av detta fornminne      |
| Boglösa 154:1                       | Hällristning                |              | Boglösa, Uppland    |       | 59.603986, 17.134794 | 10020901540001 | Ladda upp en bild av detta fornminne      |
| Boglösa 155:1                       | Hällristning                |              | Boglösa, Uppland    |       | 59.603217, 17.130749 | 10020901550001 | Ladda upp en bild av detta fornminne      |
| Boglösa 155:2                       | Hällristning                |              | Boglösa, Uppland    |       | 59.603157, 17.131066 | 10020901550002 | Ladda upp en bild av detta fornminne      |
| Boglösa 157:1                       | Hällristning                |              | Boglösa, Uppland    |       | 59.608090, 17.130684 | 10020901570001 | Ladda upp en bild av detta fornminne      |
| Boglösa 158:1                       | Hällristning                |              | Boglösa, Uppland    |       | 59.602584, 17.132097 | 10020901580001 | Ladda upp en bild av detta fornminne      |
| Boglösa 158:2                       | Hällristning                |              | Boglösa, Uppland    |       | 59.602635, 17.132122 | 10020901580002 | Ladda upp en bild av detta fornminne      |
| Boglösa 158:3                       | Hällristning                |              | Boglösa, Uppland    |       | 59.602553, 17.132172 | 10020901580003 | Ladda upp en bild av detta fornminne      |
| Boglösa 159:1                       | Hällristning                |              | Boglösa, Uppland    |       | 59.602363, 17.132717 | 10020901590001 | Ladda upp en bild av detta fornminne      |
| Boglösa 159:2                       | Hällristning                |              | Boglösa, Uppland    |       | 59.602231, 17.132723 | 10020901590002 | Ladda upp en bild av detta fornminne      |
| Boglösa 159:3                       | Hällristning                |              | Boglösa, Uppland    |       | 59.602295, 17.132538 | 10020901590003 | Ladda upp en bild av detta fornminne      |
| Boglösa 160:1                       | Hällristning                |              | Boglösa, Uppland    |       | 59.598856, 17.172016 | 10020901600001 | Ladda upp en bild av detta fornminne      |
| Boglösa 161:1                       | Hällristning                |              | Boglösa, Uppland    |       | 59.598937, 17.172314 | 10020901610001 | Ladda upp en bild av detta fornminne      |
| Boglösa 162:1                       | Hällristning                |              | Boglösa, Uppland    |       | 59.599519, 17.172614 | 10020901620001 | Ladda upp en bild av detta fornminne      |
| Boglösa 162:2                       | Hällristning                |              | Boglösa, Uppland    |       | 59.599555, 17.172588 | 10020901620002 | Ladda upp en bild av detta fornminne      |
| Boglösa 163:1                       | Hällristning                |              | Boglösa, Uppland    |       | 59.601600, 17.172661 | 10020901630001 | Ladda upp en bild av detta fornminne      |
| Boglösa 164:1                       | Hällristning                |              | Boglösa, Uppland    |       | 59.597750, 17.175642 | 10020901640001 | Ladda upp en bild av detta fornminne      |
| Boglösa 165:1                       | Grav- och boplatsområde     |              | Boglösa, Uppland    |       | 59.598525, 17.171923 | 10020901650001 | Ladda upp en bild av detta fornminne      |
| Boglösa 166:1                       | Hällristning                |              | Boglösa, Uppland    |       | 59.596087, 17.174718 | 10020901660001 | Ladda upp en bild av detta fornminne      |
| Boglösa 166:2                       | Hällristning                |              | Boglösa, Uppland    |       | 59.596175, 17.174616 | 10020901660002 | Ladda upp en bild av detta fornminne      |
| Boglösa 167:1                       | Hällristning                |              | Boglösa, Uppland    |       | 59.595251, 17.175232 | 10020901670001 | Ladda upp en bild av detta fornminne      |
| Boglösa 168:1                       | Hällristning                |              | Boglösa, Uppland    |       | 59.595006, 17.174133 | 10020901680001 | Ladda upp en bild av detta fornminne      |
| Boglösa 169:1                       | Hällristning                |              | Boglösa, Uppland    |       | 59.595294, 17.172921 | 10020901690001 | Ladda upp en bild av detta fornminne      |
| Boglösa 170:1                       | Hällristning                |              | Boglösa, Uppland    |       | 59.595330, 17.172451 | 10020901700001 | Ladda upp en bild av detta fornminne      |
| Boglösa 170:2                       | Hällristning                |              | Boglösa, Uppland    |       | 59.595403, 17.172451 | 10020901700002 | Ladda upp en bild av detta fornminne      |
| Boglösa 171:1                       | Hällristning                |              | Boglösa, Uppland    |       | 59.594723, 17.176521 | 10020901710001 | Ladda upp en bild av detta fornminne      |
| Boglösa 172:1                       | Hällristning                |              | Boglösa, Uppland    |       | 59.597584, 17.178618 | 10020901720001 | Ladda upp en bild av detta fornminne      |
| Boglösa 172:2                       | Hällristning                |              | Boglösa, Uppland    |       | 59.597457, 17.178732 | 10020901720002 | Ladda upp en bild av detta fornminne      |
| Boglösa 172:3                       | Hällristning                |              | Boglösa, Uppland    |       | 59.597397, 17.178382 | 10020901720003 | Ladda upp en bild av detta fornminne      |
| Boglösa 172:4                       | Hällristning                |              | Boglösa, Uppland    |       | 59.597299, 17.178379 | 10020901720004 | Ladda upp en bild av detta fornminne      |
| Boglösa 172:5                       | Hällristning                |              | Boglösa, Uppland    |       | 59.597204, 17.178447 | 10020901720005 | Ladda upp en bild av detta fornminne      |
| Boglösa 172:6                       | Hällristning                |              | Boglösa, Uppland    |       | 59.597649, 17.178554 | 10020901720006 | Ladda upp en bild av detta fornminne      |
| Boglösa 173:1                       | Hällristning                |              | Boglösa, Uppland    |       | 59.597230, 17.168944 | 10020901730001 | Ladda upp en bild av detta fornminne      |
| Boglösa 175:1                       | Hällristning                |              | Boglösa, Uppland    |       | 59.600029, 17.146943 | 10020901750001 | Ladda upp en bild av detta fornminne      |
| Boglösa 175:2                       | Hällristning                |              | Boglösa, Uppland    |       | 59.600101, 17.146928 | 10020901750002 | Ladda upp en bild av detta fornminne      |
| Boglösa 176:1                       | Runristning                 |              | Boglösa, Uppland    |       | 59.600337, 17.124048 | 10020901760001 | Ladda upp en bild av detta fornminne      |
| Boglösa 177:1                       | Stensättning                |              | Boglösa, Uppland    |       | 59.590507, 17.209988 | 10020901770001 | Ladda upp en bild av detta fornminne      |
| Boglösa 178:1                       | Hällristning                |              | Boglösa, Uppland    |       | 59.580592, 17.212733 | 10020901780001 | Ladda upp en bild av detta fornminne      |
| Boglösa 179:1                       | Gravfält                    |              | Boglösa, Uppland    |       | 59.579789, 17.213670 | 10020901790001 | Ladda upp en bild av detta fornminne      |
| Boglösa 180:1                       | Stensättning                |              | Boglösa, Uppland    |       | 59.599277, 17.143069 | 10020901800001 | Ladda upp en bild av detta fornminne      |
| Boglösa 180:2                       | Stensättning                |              | Boglösa, Uppland    |       | 59.599032, 17.143430 | 10020901800002 | Ladda upp en bild av detta fornminne      |
| Boglösa 182:1                       | Hällristning                |              | Boglösa, Uppland    |       | 59.618950, 17.191028 | 10020901820001 | Ladda upp en bild av detta fornminne      |
| Boglösa 183:1                       | Hällristning                |              | Boglösa, Uppland    |       | 59.618700, 17.191544 | 10020901830001 | Ladda upp en bild av detta fornminne      |
| Boglösa 190:1                       | Stensättning                |              | Boglösa, Uppland    |       | 59.594523, 17.191613 | 10020901900001 | Ladda upp en bild av detta fornminne      |
| Boglösa 194:1                       | Stensättning                |              | Boglösa, Uppland    |       | 59.586350, 17.174933 | 10020901940001 | Ladda upp en bild av detta fornminne      |
| Boglösa 194:2                       | Stensättning                |              | Boglösa, Uppland    |       | 59.586144, 17.175214 | 10020901940002 | Ladda upp en bild av detta fornminne      |
| Boglösa 201:1                       | Stensättning                |              | Boglösa, Uppland    |       | 59.594550, 17.208501 | 10020902010001 | Ladda upp en bild av detta fornminne      |
| Boglösa 201:2                       | Stensättning                |              | Boglösa, Uppland    |       | 59.594225, 17.208334 | 10020902010002 | Ladda upp en bild av detta fornminne      |
| Boglösa 203:1                       | Grav- och boplatsområde     |              | Boglösa, Uppland    |       | 59.597148, 17.145709 | 10020902030001 | Ladda upp en bild av detta fornminne      |
| Boglösa 203:2                       | Hällristning                |              | Boglösa, Uppland    |       | 59.597180, 17.146473 | 10020902030002 | Ladda upp en bild av detta fornminne      |
| Boglösa 203:3                       | Hällristning                |              | Boglösa, Uppland    |       | 59.597288, 17.146767 | 10020902030003 | Ladda upp en bild av detta fornminne      |
| Boglösa 205:1                       | Runristning                 |              | Boglösa, Uppland    |       | 59.598361, 17.217568 | 10020902050001 | Ladda upp en bild av detta fornminne      |
| Boglösa 206:1                       | Gravfält                    |              | Boglösa, Uppland    |       | 59.600568, 17.218413 | 10020902060001 | Ladda upp en bild av detta fornminne      |
| Boglösa 207:1                       | Hög                         |              | Boglösa, Uppland    |       | 59.600255, 17.218158 | 10020902070001 | Ladda upp en bild av detta fornminne      |
| Boglösa 207:4                       | Stensättning                |              | Boglösa, Uppland    |       | 59.599754, 17.218340 | 10020902070004 | Ladda upp en bild av detta fornminne      |
| Boglösa 208:1                       | Gravfält                    |              | Boglösa, Uppland    |       | 59.597063, 17.214494 | 10020902080001 | Ladda upp en bild av detta fornminne      |
| Boglösa 209:1                       | Stensättning                |              | Boglösa, Uppland    |       | 59.596836, 17.213789 | 10020902090001 | Ladda upp en bild av detta fornminne      |
| Boglösa 210:1                       | Stensättning                |              | Boglösa, Uppland    |       | 59.596483, 17.216440 | 10020902100001 | Ladda upp en bild av detta fornminne      |
| Boglösa 210:2                       | Stensättning                |              | Boglösa, Uppland    |       | 59.596390, 17.216220 | 10020902100002 | Ladda upp en bild av detta fornminne      |
| Boglösa 210:3                       | Stensättning                |              | Boglösa, Uppland    |       | 59.596338, 17.216405 | 10020902100003 | Ladda upp en bild av detta fornminne      |
| Boglösa 211:1                       | Stensättning                |              | Boglösa, Uppland    |       | 59.590923, 17.211775 | 10020902110001 | Ladda upp en bild av detta fornminne      |
| Boglösa 211:2                       | Grav markerad av sten/block |              | Boglösa, Uppland    |       | 59.591008, 17.211761 | 10020902110002 | Ladda upp en bild av detta fornminne      |
| Boglösa 211:3                       | Stensättning                |              | Boglösa, Uppland    |       | 59.590868, 17.212052 | 10020902110003 | Ladda upp en bild av detta fornminne      |
| Boglösa 212:1                       | Gravfält                    |              | Boglösa, Uppland    |       | 59.591585, 17.206953 | 10020902120001 | Ladda upp en bild av detta fornminne      |
| Boglösa 213:1                       | Gravfält                    |              | Boglösa, Uppland    |       | 59.585509, 17.215207 | 10020902130001 | Ladda upp en bild av detta fornminne      |
| Boglösa 214:1                       | Gravfält                    |              | Boglösa, Uppland    |       | 59.580325, 17.212853 | 10020902140001 | Ladda upp en bild av detta fornminne      |
| Boglösa 215:1                       | Röse                        |              | Boglösa, Uppland    |       | 59.584855, 17.177815 | 10020902150001 | Ladda upp en bild av detta fornminne      |
| Boglösa 216:2                       | Stensättning                |              | Boglösa, Uppland    |       | 59.601357, 17.183425 | 10020902160002 | Ladda upp en bild av detta fornminne      |
| Boglösa 218:1                       | Stensättning                |              | Boglösa, Uppland    |       | 59.595859, 17.187223 | 10020902180001 | Ladda upp en bild av detta fornminne      |
| Boglösa 219:1                       | Gravfält                    |              | Boglösa, Uppland    |       | 59.593098, 17.198089 | 10020902190001 | Ladda upp en bild av detta fornminne      |
| Boglösa 220:1                       | Stensättning                |              | Boglösa, Uppland    |       | 59.593329, 17.201972 | 10020902200001 | Ladda upp en bild av detta fornminne      |
| Boglösa 221:1                       | Röse                        |              | Boglösa, Uppland    |       | 59.596952, 17.215237 | 10020902210001 | Ladda upp en bild av detta fornminne      |
| Boglösa 221:2                       | Stensättning                |              | Boglösa, Uppland    |       | 59.597054, 17.215252 | 10020902210002 | Ladda upp en bild av detta fornminne      |
| Boglösa 221:3                       | Stensättning                |              | Boglösa, Uppland    |       | 59.597142, 17.215260 | 10020902210003 | Ladda upp en bild av detta fornminne      |
| Boglösa 222:1                       | Stensättning                |              | Boglösa, Uppland    |       | 59.593420, 17.228623 | 10020902220001 | Ladda upp en bild av detta fornminne      |
| Boglösa 223:1                       | Stensättning                |              | Boglösa, Uppland    |       | 59.594399, 17.228888 | 10020902230001 | Ladda upp en bild av detta fornminne      |
| Boglösa 223:2                       | Stensättning                |              | Boglösa, Uppland    |       | 59.594299, 17.229143 | 10020902230002 | Ladda upp en bild av detta fornminne      |
| Boglösa 225:1                       | Gravfält                    |              | Boglösa, Uppland    |       | 59.593706, 17.246015 | 10020902250001 | Ladda upp en bild av detta fornminne      |
| Boglösa 226:1                       | Stensättning                |              | Boglösa, Uppland    |       | 59.594795, 17.246296 | 10020902260001 | Ladda upp en bild av detta fornminne      |
| Boglösa 226:2                       | Stensättning                |              | Boglösa, Uppland    |       | 59.594810, 17.246513 | 10020902260002 | Ladda upp en bild av detta fornminne      |
| Boglösa 226:3                       | Stensättning                |              | Boglösa, Uppland    |       | 59.594600, 17.246618 | 10020902260003 | Ladda upp en bild av detta fornminne      |
| Boglösa 226:4                       | Stensättning                |              | Boglösa, Uppland    |       | 59.594523, 17.246495 | 10020902260004 | Ladda upp en bild av detta fornminne      |
| Boglösa 226:5                       | Stensättning                |              | Boglösa, Uppland    |       | 59.594460, 17.246306 | 10020902260005 | Ladda upp en bild av detta fornminne      |
| Boglösa 227:1                       | Gravfält                    |              | Boglösa, Uppland    |       | 59.588013, 17.231493 | 10020902270001 | Ladda upp en bild av detta fornminne      |
| Boglösa 229:1                       | Stensättning                |              | Boglösa, Uppland    |       | 59.589021, 17.235106 | 10020902290001 | Ladda upp en bild av detta fornminne      |
| Boglösa 230:1                       | Gravfält                    |              | Boglösa, Uppland    |       | 59.590952, 17.151216 | 10020902300001 | Ladda upp en bild av detta fornminne      |
| Boglösa 231:1                       | Gravfält                    |              | Boglösa, Uppland    |       | 59.590481, 17.153282 | 10020902310001 | Ladda upp en bild av detta fornminne      |
| Boglösa 232:1                       | Stensättning                |              | Boglösa, Uppland    |       | 59.591352, 17.150968 | 10020902320001 | Ladda upp en bild av detta fornminne      |
| Boglösa 232:2                       | Grav markerad av sten/block |              | Boglösa, Uppland    |       | 59.591178, 17.151102 | 10020902320002 | Ladda upp en bild av detta fornminne      |
| Boglösa 232:4                       | Grav markerad av sten/block |              | Boglösa, Uppland    |       | 59.591106, 17.151134 | 10020902320004 | Ladda upp en bild av detta fornminne      |
| Boglösa 233:1                       | Stensättning                |              | Boglösa, Uppland    |       | 59.591308, 17.151625 | 10020902330001 | Ladda upp en bild av detta fornminne      |
| Boglösa 233:2                       | Stensättning                |              | Boglösa, Uppland    |       | 59.591462, 17.151575 | 10020902330002 | Ladda upp en bild av detta fornminne      |
| Boglösa 234:1                       | Stensättning                |              | Boglösa, Uppland    |       | 59.593117, 17.170736 | 10020902340001 | Ladda upp en bild av detta fornminne      |
| Boglösa 235:1                       | Hällristning                |              | Boglösa, Uppland    |       | 59.593793, 17.170650 | 10020902350001 | Ladda upp en bild av detta fornminne      |
| Boglösa 235:2                       | Hällristning                |              | Boglösa, Uppland    |       | 59.593918, 17.170549 | 10020902350002 | Ladda upp en bild av detta fornminne      |
| Boglösa 235:3                       | Hällristning                |              | Boglösa, Uppland    |       | 59.593655, 17.171182 | 10020902350003 | Ladda upp en bild av detta fornminne      |
| Boglösa 236:1                       | Hällristning                |              | Boglösa, Uppland    |       | 59.619662, 17.173241 | 10020902360001 | Ladda upp en bild av detta fornminne      |
| Boglösa 237:1                       | Hällristning                |              | Boglösa, Uppland    |       | 59.615220, 17.176541 | 10020902370001 | Ladda upp en bild av detta fornminne      |
| Boglösa 237:2                       | Hällristning                |              | Boglösa, Uppland    |       | 59.615350, 17.176605 | 10020902370002 | Ladda upp en bild av detta fornminne      |
| Boglösa 237:3                       | Hällristning                |              | Boglösa, Uppland    |       | 59.615350, 17.176605 | 10020902370003 | Ladda upp en bild av detta fornminne      |
| Boglösa 237:4                       | Hällristning                |              | Boglösa, Uppland    |       | 59.615350, 17.176605 | 10020902370004 | Ladda upp en bild av detta fornminne      |
| Boglösa 238:1                       | Hällristning                |              | Boglösa, Uppland    |       | 59.614817, 17.156662 | 10020902380001 | Ladda upp en bild av detta fornminne      |
| Boglösa 238:2                       | Hällristning                |              | Boglösa, Uppland    |       | 59.615022, 17.156823 | 10020902380002 | Ladda upp en bild av detta fornminne      |
| Boglösa 239:1                       | Hällristning                |              | Boglösa, Uppland    |       | 59.615009, 17.159823 | 10020902390001 | Ladda upp en bild av detta fornminne      |
| Boglösa 240:1                       | Hällristning                |              | Boglösa, Uppland    |       | 59.614172, 17.160555 | 10020902400001 | Ladda upp en bild av detta fornminne      |
| Boglösa 241:1                       | Hällristning                |              | Boglösa, Uppland    |       | 59.614338, 17.158126 | 10020902410001 | Ladda upp en bild av detta fornminne      |
| Boglösa 241:2                       | Hällristning                |              | Boglösa, Uppland    |       | 59.614284, 17.158226 | 10020902410002 | Ladda upp en bild av detta fornminne      |
| Boglösa 241:3                       | Hällristning                |              | Boglösa, Uppland    |       | 59.614273, 17.157899 | 10020902410003 | Ladda upp en bild av detta fornminne      |
| Boglösa 241:4                       | Hällristning                |              | Boglösa, Uppland    |       | 59.614195, 17.157983 | 10020902410004 | Ladda upp en bild av detta fornminne      |
| Boglösa 242:1                       | Hällristning                |              | Boglösa, Uppland    |       | 59.613550, 17.164775 | 10020902420001 | Ladda upp en bild av detta fornminne      |
| Boglösa 243:1                       | Hällristning                |              | Boglösa, Uppland    |       | 59.611792, 17.162058 | 10020902430001 | Ladda upp en bild av detta fornminne      |
| Boglösa 244:1                       | Hällristning                |              | Boglösa, Uppland    |       | 59.610371, 17.161935 | 10020902440001 | Ladda upp en bild av detta fornminne      |
| Boglösa 244:2                       | Hällristning                |              | Boglösa, Uppland    |       | 59.610228, 17.162440 | 10020902440002 | Ladda upp en bild av detta fornminne      |
| Boglösa 244:3                       | Hällristning                |              | Boglösa, Uppland    |       | 59.610165, 17.162610 | 10020902440003 | Ladda upp en bild av detta fornminne      |
| Boglösa 245:1                       | Hällristning                |              | Boglösa, Uppland    |       | 59.607765, 17.163770 | 10020902450001 | Ladda upp en bild av detta fornminne      |
| Boglösa 246:1                       | Hällristning                |              | Boglösa, Uppland    |       | 59.610526, 17.165227 | 10020902460001 | Ladda upp en bild av detta fornminne      |
| Boglösa 247:1                       | Hällristning                |              | Boglösa, Uppland    |       | 59.611222, 17.165901 | 10020902470001 | Ladda upp en bild av detta fornminne      |
| Boglösa 247:2                       | Hällristning                |              | Boglösa, Uppland    |       | 59.611297, 17.165848 | 10020902470002 | Ladda upp en bild av detta fornminne      |
| Boglösa 247:3                       | Hällristning                |              | Boglösa, Uppland    |       | 59.611083, 17.165867 | 10020902470003 | Ladda upp en bild av detta fornminne      |
| Boglösa 248:1                       | Hällristning                |              | Boglösa, Uppland    |       | 59.611324, 17.166382 | 10020902480001 | Ladda upp en bild av detta fornminne      |
| Boglösa 249:2                       | Hällristning                |              | Boglösa, Uppland    |       | 59.610801, 17.164039 | 10020902490002 | Ladda upp en bild av detta fornminne      |
| Boglösa 250:1                       | Hällristning                |              | Boglösa, Uppland    |       | 59.612460, 17.168011 | 10020902500001 | Ladda upp en bild av detta fornminne      |
| Boglösa 251:1                       | Hällristning                |              | Boglösa, Uppland    |       | 59.605981, 17.173000 | 10020902510001 | Ladda upp en bild av detta fornminne      |
| Boglösa 251:2                       | Hällristning                |              | Boglösa, Uppland    |       | 59.606068, 17.172941 | 10020902510002 | Ladda upp en bild av detta fornminne      |
| Boglösa 251:3                       | Hällristning                |              | Boglösa, Uppland    |       | 59.606035, 17.173002 | 10020902510003 | Ladda upp en bild av detta fornminne      |
| Boglösa 252:1                       | Hällristning                |              | Boglösa, Uppland    |       | 59.600048, 17.170322 | 10020902520001 | Ladda upp en bild av detta fornminne      |
| Boglösa 253:1                       | Hällristning                |              | Boglösa, Uppland    |       | 59.595712, 17.170482 | 10020902530001 | Ladda upp en bild av detta fornminne      |
| Boglösa 254:1                       | Hällristning                |              | Boglösa, Uppland    |       | 59.593008, 17.171280 | 10020902540001 | Ladda upp en bild av detta fornminne      |
| Boglösa 254:2                       | Hällristning                |              | Boglösa, Uppland    |       | 59.593107, 17.171114 | 10020902540002 | Ladda upp en bild av detta fornminne      |
| Boglösa 255:1                       | Hällristning                |              | Boglösa, Uppland    |       | 59.592658, 17.171544 | 10020902550001 | Ladda upp en bild av detta fornminne      |
| Boglösa 256:1                       | Hällristning                |              | Boglösa, Uppland    |       | 59.591052, 17.170032 | 10020902560001 | Ladda upp en bild av detta fornminne      |
| Boglösa 257:1                       | Hällristning                |              | Boglösa, Uppland    |       | 59.592876, 17.173183 | 10020902570001 | Ladda upp en bild av detta fornminne      |
| Boglösa 257:2                       | Hällristning                |              | Boglösa, Uppland    |       | 59.592816, 17.173046 | 10020902570002 | Ladda upp en bild av detta fornminne      |
| Boglösa 258:1                       | Hällristning                |              | Boglösa, Uppland    |       | 59.592422, 17.175118 | 10020902580001 | Ladda upp en bild av detta fornminne      |
| Boglösa 258:2                       | Hällristning                |              | Boglösa, Uppland    |       | 59.592662, 17.174881 | 10020902580002 | Ladda upp en bild av detta fornminne      |
| Boglösa 259:1                       | Hällristning                |              | Boglösa, Uppland    |       | 59.592526, 17.173433 | 10020902590001 | Ladda upp en bild av detta fornminne      |
| Boglösa 259:2                       | Hällristning                |              | Boglösa, Uppland    |       | 59.592490, 17.173497 | 10020902590002 | Ladda upp en bild av detta fornminne      |
| Boglösa 260:1                       | Hällristning                |              | Boglösa, Uppland    |       | 59.589636, 17.174839 | 10020902600001 | Ladda upp en bild av detta fornminne      |
| Boglösa 261:1                       | Hällristning                |              | Boglösa, Uppland    |       | 59.588516, 17.176934 | 10020902610001 | Ladda upp en bild av detta fornminne      |
| Boglösa 262:1                       | Hällristning                |              | Boglösa, Uppland    |       | 59.588820, 17.176431 | 10020902620001 | Ladda upp en bild av detta fornminne      |
| Boglösa 263:1                       | Hällristning                |              | Boglösa, Uppland    |       | 59.589549, 17.179411 | 10020902630001 | Ladda upp en bild av detta fornminne      |
| Boglösa 264:1                       | Hällristning                |              | Boglösa, Uppland    |       | 59.589837, 17.178114 | 10020902640001 | Ladda upp en bild av detta fornminne      |
| Boglösa 265:1                       | Hällristning                |              | Boglösa, Uppland    |       | 59.590151, 17.178433 | 10020902650001 | Ladda upp en bild av detta fornminne      |
| Boglösa 266:1                       | Hällristning                |              | Boglösa, Uppland    |       | 59.590274, 17.177886 | 10020902660001 | Ladda upp en bild av detta fornminne      |
| Boglösa 267:1                       | Hällristning                |              | Boglösa, Uppland    |       | 59.589994, 17.177505 | 10020902670001 | Ladda upp en bild av detta fornminne      |
| Boglösa 267:2                       | Hällristning                |              | Boglösa, Uppland    |       | 59.589867, 17.177659 | 10020902670002 | Ladda upp en bild av detta fornminne      |
| Boglösa 268:1                       | Hällristning                |              | Boglösa, Uppland    |       | 59.590758, 17.176916 | 10020902680001 | Ladda upp en bild av detta fornminne      |
| Boglösa 269:1                       | Hällristning                |              | Boglösa, Uppland    |       | 59.592108, 17.177045 | 10020902690001 | Ladda upp en bild av detta fornminne      |
| Boglösa 270:1                       | Hällristning                |              | Boglösa, Uppland    |       | 59.592674, 17.176724 | 10020902700001 | Ladda upp en bild av detta fornminne      |
| Boglösa 271:1                       | Hällristning                |              | Boglösa, Uppland    |       | 59.593840, 17.176597 | 10020902710001 | Ladda upp en bild av detta fornminne      |
| Boglösa 272:1                       | Hällristning                |              | Boglösa, Uppland    |       | 59.593672, 17.179288 | 10020902720001 | Ladda upp en bild av detta fornminne      |
| Boglösa 273:1                       | Hällristning                |              | Boglösa, Uppland    |       | 59.593745, 17.180677 | 10020902730001 | Ladda upp en bild av detta fornminne      |
| Boglösa 273:2                       | Hällristning                |              | Boglösa, Uppland    |       | 59.593882, 17.180779 | 10020902730002 | Ladda upp en bild av detta fornminne      |
| Boglösa 274:1                       | Hällristning                |              | Boglösa, Uppland    |       | 59.593158, 17.182035 | 10020902740001 | Ladda upp en bild av detta fornminne      |
| Boglösa 275:1                       | Hällristning                |              | Boglösa, Uppland    |       | 59.592762, 17.183023 | 10020902750001 | Ladda upp en bild av detta fornminne      |
| Boglösa 276:1                       | Hällristning                |              | Boglösa, Uppland    |       | 59.592561, 17.180442 | 10020902760001 | Ladda upp en bild av detta fornminne      |
| Boglösa 277:1                       | Hällristning                |              | Boglösa, Uppland    |       | 59.591204, 17.185381 | 10020902770001 | Ladda upp en bild av detta fornminne      |
| Boglösa 278:1                       | Hällristning                |              | Boglösa, Uppland    |       | 59.590748, 17.185903 | 10020902780001 | Ladda upp en bild av detta fornminne      |
| Boglösa 278:2                       | Hällristning                |              | Boglösa, Uppland    |       | 59.590659, 17.185977 | 10020902780002 | Ladda upp en bild av detta fornminne      |
| Boglösa 279:1                       | Hällristning                |              | Boglösa, Uppland    |       | 59.590105, 17.185735 | 10020902790001 | Ladda upp en bild av detta fornminne      |
| Boglösa 280:1                       | Hällristning                |              | Boglösa, Uppland    |       | 59.589979, 17.186105 | 10020902800001 | Ladda upp en bild av detta fornminne      |
| Boglösa 281:1                       | Hällristning                |              | Boglösa, Uppland    |       | 59.587870, 17.182342 | 10020902810001 | Ladda upp en bild av detta fornminne      |
| Boglösa 281:2                       | Hällristning                |              | Boglösa, Uppland    |       | 59.587958, 17.182364 | 10020902810002 | Ladda upp en bild av detta fornminne      |
| Boglösa 281:3                       | Hällristning                |              | Boglösa, Uppland    |       | 59.587958, 17.182364 | 10020902810003 | Ladda upp en bild av detta fornminne      |
| Boglösa 282:1                       | Hällristning                |              | Boglösa, Uppland    |       | 59.588034, 17.185233 | 10020902820001 | Ladda upp en bild av detta fornminne      |
| Boglösa 283:1                       | Hällristning                |              | Boglösa, Uppland    |       | 59.586005, 17.186245 | 10020902830001 | Ladda upp en bild av detta fornminne      |
| Boglösa 284:1                       | Hällristning                |              | Boglösa, Uppland    |       | 59.585900, 17.189074 | 10020902840001 | Ladda upp en bild av detta fornminne      |
| Boglösa 284:2                       | Hällristning                |              | Boglösa, Uppland    |       | 59.585806, 17.189247 | 10020902840002 | Ladda upp en bild av detta fornminne      |
| Boglösa 285:1                       | Hällristning                |              | Boglösa, Uppland    |       | 59.586663, 17.189898 | 10020902850001 | Ladda upp en bild av detta fornminne      |
| Boglösa 285:2                       | Hällristning                |              | Boglösa, Uppland    |       | 59.586490, 17.190269 | 10020902850002 | Ladda upp en bild av detta fornminne      |
| Boglösa 285:3                       | Hällristning                |              | Boglösa, Uppland    |       | 59.586445, 17.190374 | 10020902850003 | Ladda upp en bild av detta fornminne      |
| Boglösa 286:1                       | Hällristning                |              | Boglösa, Uppland    |       | 59.586633, 17.186532 | 10020902860001 | Ladda upp en bild av detta fornminne      |
| Boglösa 286:2                       | Hällristning                |              | Boglösa, Uppland    |       | 59.586708, 17.186734 | 10020902860002 | Ladda upp en bild av detta fornminne      |
| Boglösa 287:1                       | Hällristning                |              | Boglösa, Uppland    |       | 59.587875, 17.187283 | 10020902870001 | Ladda upp en bild av detta fornminne      |
| Boglösa 287:2                       | Hällristning                |              | Boglösa, Uppland    |       | 59.587853, 17.187225 | 10020902870002 | Ladda upp en bild av detta fornminne      |
| Boglösa 287:3                       | Hällristning                |              | Boglösa, Uppland    |       | 59.587917, 17.187246 | 10020902870003 | Ladda upp en bild av detta fornminne      |
| Boglösa 287:4                       | Hällristning                |              | Boglösa, Uppland    |       | 59.587961, 17.187155 | 10020902870004 | Ladda upp en bild av detta fornminne      |
| Boglösa 287:5                       | Hällristning                |              | Boglösa, Uppland    |       | 59.587875, 17.187283 | 10020902870005 | Ladda upp en bild av detta fornminne      |
| Boglösa 288:1                       | Hällristning                |              | Boglösa, Uppland    |       | 59.578815, 17.198715 | 10020902880001 | Ladda upp en bild av detta fornminne      |
| Boglösa 288:2                       | Hällristning                |              | Boglösa, Uppland    |       | 59.578740, 17.198638 | 10020902880002 | Ladda upp en bild av detta fornminne      |
| Boglösa 289:1                       | Hällristning                |              | Boglösa, Uppland    |       | 59.572495, 17.213739 | 10020902890001 | Ladda upp en bild av detta fornminne      |
| Boglösa 290:1                       | Hällristning                |              | Boglösa, Uppland    |       | 59.578507, 17.192674 | 10020902900001 | Ladda upp en bild av detta fornminne      |
| Boglösa 291:1                       | Hällristning                |              | Boglösa, Uppland    |       | 59.593301, 17.206083 | 10020902910001 | Ladda upp en bild av detta fornminne      |
| Boglösa 292:1                       | Hällristning                |              | Boglösa, Uppland    |       | 59.598373, 17.177386 | 10020902920001 | Ladda upp en bild av detta fornminne      |
| Boglösa 293:1                       | Hällristning                |              | Boglösa, Uppland    |       | 59.614781, 17.153198 | 10020902930001 | Ladda upp en bild av detta fornminne      |
| Boglösa 294:1                       | Hällristning                |              | Boglösa, Uppland    |       | 59.615560, 17.156181 | 10020902940001 | Ladda upp en bild av detta fornminne      |
| Boglösa 295:1                       | Hällristning                |              | Boglösa, Uppland    |       | 59.617670, 17.145083 | 10020902950001 | Ladda upp en bild av detta fornminne      |
| Boglösa 296:1                       | Hällristning                |              | Boglösa, Uppland    |       | 59.617139, 17.143557 | 10020902960001 | Ladda upp en bild av detta fornminne      |
| Boglösa 296:2                       | Hällristning                |              | Boglösa, Uppland    |       | 59.617375, 17.143500 | 10020902960002 | Ladda upp en bild av detta fornminne      |
| Boglösa 297:1                       | Hällristning                |              | Boglösa, Uppland    |       | 59.610151, 17.149264 | 10020902970001 | Ladda upp en bild av detta fornminne      |
| Boglösa 298:1                       | Hällristning                |              | Boglösa, Uppland    |       | 59.611255, 17.144177 | 10020902980001 | Ladda upp en bild av detta fornminne      |
| Boglösa 298:2                       | Hällristning                |              | Boglösa, Uppland    |       | 59.611255, 17.144177 | 10020902980002 | Ladda upp en bild av detta fornminne      |
| Boglösa 299:1                       | Hällristning                |              | Boglösa, Uppland    |       | 59.611010, 17.138200 | 10020902990001 | Ladda upp en bild av detta fornminne      |
| Boglösa 299:2                       | Hällristning                |              | Boglösa, Uppland    |       | 59.611114, 17.138075 | 10020902990002 | Ladda upp en bild av detta fornminne      |
| Boglösa 300:1                       | Hällristning                |              | Boglösa, Uppland    |       | 59.610970, 17.134405 | 10020903000001 | Ladda upp en bild av detta fornminne      |
| Boglösa 301:1                       | Hällristning                |              | Boglösa, Uppland    |       | 59.609005, 17.138295 | 10020903010001 | Ladda upp en bild av detta fornminne      |
| Boglösa 301:2                       | Hällristning                |              | Boglösa, Uppland    |       | 59.609106, 17.138283 | 10020903010002 | Ladda upp en bild av detta fornminne      |
| Boglösa 301:3                       | Hällristning                |              | Boglösa, Uppland    |       | 59.609094, 17.138467 | 10020903010003 | Ladda upp en bild av detta fornminne      |
| Boglösa 302:1                       | Hällristning                |              | Boglösa, Uppland    |       | 59.609685, 17.138088 | 10020903020001 | Ladda upp en bild av detta fornminne      |
| Boglösa 303:1                       | Hällristning                |              | Boglösa, Uppland    |       | 59.609785, 17.137218 | 10020903030001 | Ladda upp en bild av detta fornminne      |
| Boglösa 304:1                       | Hällristning                |              | Boglösa, Uppland    |       | 59.609804, 17.136337 | 10020903040001 | Ladda upp en bild av detta fornminne      |
| Boglösa 305:1                       | Hällristning                |              | Boglösa, Uppland    |       | 59.610647, 17.132678 | 10020903050001 | Ladda upp en bild av detta fornminne      |
| Boglösa 305:2                       | Hällristning                |              | Boglösa, Uppland    |       | 59.610647, 17.132678 | 10020903050002 | Ladda upp en bild av detta fornminne      |
| Boglösa 305:3                       | Hällristning                |              | Boglösa, Uppland    |       | 59.610560, 17.132528 | 10020903050003 | Ladda upp en bild av detta fornminne      |
| Boglösa 305:4                       | Hällristning                |              | Boglösa, Uppland    |       | 59.610639, 17.133099 | 10020903050004 | Ladda upp en bild av detta fornminne      |
| Boglösa 306:1                       | Hällristning                |              | Boglösa, Uppland    |       | 59.611485, 17.132422 | 10020903060001 | Ladda upp en bild av detta fornminne      |
| Boglösa 307:1                       | Hällristning                |              | Boglösa, Uppland    |       | 59.609866, 17.132434 | 10020903070001 | Ladda upp en bild av detta fornminne      |
| Boglösa 308:1                       | Hällristning                |              | Boglösa, Uppland    |       | 59.609439, 17.133173 | 10020903080001 | Ladda upp en bild av detta fornminne      |
| Boglösa 309:1                       | Hällristning                |              | Boglösa, Uppland    |       | 59.609312, 17.137612 | 10020903090001 | Ladda upp en bild av detta fornminne      |
| Boglösa 310:1                       | Hällristning                |              | Boglösa, Uppland    |       | 59.609120, 17.135980 | 10020903100001 | Ladda upp en bild av detta fornminne      |
| Boglösa 311:1                       | Hällristning                |              | Boglösa, Uppland    |       | 59.606494, 17.137185 | 10020903110001 | Ladda upp en bild av detta fornminne      |
| Boglösa 312:1                       | Hällristning                |              | Boglösa, Uppland    |       | 59.603952, 17.136163 | 10020903120001 | Ladda upp en bild av detta fornminne      |
| Boglösa 313:1                       | Hällristning                |              | Boglösa, Uppland    |       | 59.591974, 17.134639 | 10020903130001 | Ladda upp en bild av detta fornminne      |
| Boglösa 314:1                       | Hällristning                |              | Boglösa, Uppland    |       | 59.593937, 17.140980 | 10020903140001 | Ladda upp en bild av detta fornminne      |
| Boglösa 315:1                       | Hällristning                |              | Boglösa, Uppland    |       | 59.595526, 17.142279 | 10020903150001 | Ladda upp en bild av detta fornminne      |
| Boglösa 315:2                       | Hällristning                |              | Boglösa, Uppland    |       | 59.595332, 17.142812 | 10020903150002 | Ladda upp en bild av detta fornminne      |
| Boglösa 316:1                       | Hällristning                |              | Boglösa, Uppland    |       | 59.614847, 17.200614 | 10020903160001 | Ladda upp en bild av detta fornminne      |
| Boglösa 317:1                       | Hällristning                |              | Boglösa, Uppland    |       | 59.603426, 17.183027 | 10020903170001 | Ladda upp en bild av detta fornminne      |
| Boglösa 317:2                       | Hällristning                |              | Boglösa, Uppland    |       | 59.603451, 17.183092 | 10020903170002 | Ladda upp en bild av detta fornminne      |
| Boglösa 318:1                       | Hällristning                |              | Boglösa, Uppland    |       | 59.601882, 17.138117 | 10020903180001 | Ladda upp en bild av detta fornminne      |
| Boglösa 319:1                       | Hällristning                |              | Boglösa, Uppland    |       | 59.600356, 17.125413 | 10020903190001 | Ladda upp en bild av detta fornminne      |
| Boglösa 320:1                       | Hällristning                |              | Boglösa, Uppland    |       | 59.599567, 17.127294 | 10020903200001 | Ladda upp en bild av detta fornminne      |
| Boglösa 321:1                       | Hällristning                |              | Boglösa, Uppland    |       | 59.600814, 17.124844 | 10020903210001 | Ladda upp en bild av detta fornminne      |
| Boglösa 322:1                       | Hällristning                |              | Boglösa, Uppland    |       | 59.604948, 17.117107 | 10020903220001 | Ladda upp en bild av detta fornminne      |
| Boglösa 323:1                       | Hällristning                |              | Boglösa, Uppland    |       | 59.604001, 17.118227 | 10020903230001 | Ladda upp en bild av detta fornminne      |
| Boglösa 324:1                       | Hällristning                |              | Boglösa, Uppland    |       | 59.604728, 17.132326 | 10020903240001 | Ladda upp en bild av detta fornminne      |
| Boglösa 324:2                       | Hällristning                |              | Boglösa, Uppland    |       | 59.604786, 17.132267 | 10020903240002 | Ladda upp en bild av detta fornminne      |
| Boglösa 324:3                       | Hällristning                |              | Boglösa, Uppland    |       | 59.605082, 17.132046 | 10020903240003 | Ladda upp en bild av detta fornminne      |
| Boglösa 325:1                       | Hällristning                |              | Boglösa, Uppland    |       | 59.613898, 17.159053 | 10020903250001 | Ladda upp en bild av detta fornminne      |
| Boglösa 326:1                       | Hällristning                |              | Boglösa, Uppland    |       | 59.591029, 17.223880 | 10020903260001 | Ladda upp en bild av detta fornminne      |
| Boglösa 327:1                       | Hällristning                |              | Boglösa, Uppland    |       | 59.609922, 17.134381 | 10020903270001 | Ladda upp en bild av detta fornminne      |
| Boglösa 328:1                       | Hällristning                |              | Boglösa, Uppland    |       | 59.602887, 17.171934 | 10020903280001 | Ladda upp en bild av detta fornminne      |
| Boglösa 329:1                       | Hällristning                |              | Boglösa, Uppland    |       | 59.602371, 17.173331 | 10020903290001 | Ladda upp en bild av detta fornminne      |
| Boglösa 330:1                       | Hällristning                |              | Boglösa, Uppland    |       | 59.597023, 17.145957 | 10020903300001 | Ladda upp en bild av detta fornminne      |
| Boglösa 331:1                       | Hällristning                |              | Boglösa, Uppland    |       | 59.596079, 17.147460 | 10020903310001 | Ladda upp en bild av detta fornminne      |
| Boglösa 331:2                       | Hällristning                |              | Boglösa, Uppland    |       | 59.596060, 17.147690 | 10020903310002 | Ladda upp en bild av detta fornminne      |
| Boglösa 331:3                       | Hällristning                |              | Boglösa, Uppland    |       | 59.596118, 17.147770 | 10020903310003 | Ladda upp en bild av detta fornminne      |
| Boglösa 332:1                       | Hällristning                |              | Boglösa, Uppland    |       | 59.615262, 17.160534 | 10020903320001 | Ladda upp en bild av detta fornminne      |
| Boglösa 333:1                       | Hällristning                |              | Boglösa, Uppland    |       | 59.604288, 17.135128 | 10020903330001 | Ladda upp en bild av detta fornminne      |
| Boglösa 334:1                       | Hällristning                |              | Boglösa, Uppland    |       | 59.604072, 17.132966 | 10020903340001 | Ladda upp en bild av detta fornminne      |
| Boglösa 335:1                       | Hällristning                |              | Boglösa, Uppland    |       | 59.601850, 17.142275 | 10020903350001 | Ladda upp en bild av detta fornminne      |
| Boglösa 336:1                       | Hällristning                |              | Boglösa, Uppland    |       | 59.611944, 17.135064 | 10020903360001 | Ladda upp en bild av detta fornminne      |
| Boglösa 337:1                       | Hällristning                |              | Boglösa, Uppland    |       | 59.617208, 17.150496 | 10020903370001 | Ladda upp en bild av detta fornminne      |
| Boglösa 338:1                       | Stensättning                |              | Boglösa, Uppland    |       | 59.617182, 17.151508 | 10020903380001 | Ladda upp en bild av detta fornminne      |
| Boglösa 339:1                       | Hällristning                |              | Boglösa, Uppland    |       | 59.617394, 17.150645 | 10020903390001 | Ladda upp en bild av detta fornminne      |
| Boglösa 339:2                       | Hällristning                |              | Boglösa, Uppland    |       | 59.617473, 17.150781 | 10020903390002 | Ladda upp en bild av detta fornminne      |
| Boglösa 340:1                       | Hällristning                |              | Boglösa, Uppland    |       | 59.617630, 17.150926 | 10020903400001 | Ladda upp en bild av detta fornminne      |
| Boglösa 341:1                       | Hällristning                |              | Boglösa, Uppland    |       | 59.618130, 17.151119 | 10020903410001 | Ladda upp en bild av detta fornminne      |
| Boglösa 342:1                       | Hällristning                |              | Boglösa, Uppland    |       | 59.616914, 17.151385 | 10020903420001 | Ladda upp en bild av detta fornminne      |
| Boglösa 344:1                       | Hällristning                |              | Boglösa, Uppland    |       | 59.616439, 17.156564 | 10020903440001 | Ladda upp en bild av detta fornminne      |
| Boglösa 345:1                       | Hällristning                |              | Boglösa, Uppland    |       | 59.590899, 17.222882 | 10020903450001 | Ladda upp en bild av detta fornminne      |
| Boglösa 346:1                       | Hällristning                |              | Boglösa, Uppland    |       | 59.587967, 17.147175 | 10020903460001 | Ladda upp en bild av detta fornminne      |
| Boglösa 347:1                       | Hällristning                |              | Boglösa, Uppland    |       | 59.588529, 17.147506 | 10020903470001 | Ladda upp en bild av detta fornminne      |
| Boglösa 348:1                       | Hällristning                |              | Boglösa, Uppland    |       | 59.589599, 17.148160 | 10020903480001 | Ladda upp en bild av detta fornminne      |
| Boglösa 349:1                       | Hällristning                |              | Boglösa, Uppland    |       | 59.589946, 17.150981 | 10020903490001 | Ladda upp en bild av detta fornminne      |
| Boglösa 350:1                       | Hällristning                |              | Boglösa, Uppland    |       | 59.591229, 17.150555 | 10020903500001 | Ladda upp en bild av detta fornminne      |
| Boglösa 351:1                       | Hällristning                |              | Boglösa, Uppland    |       | 59.592411, 17.148618 | 10020903510001 | Ladda upp en bild av detta fornminne      |
| Boglösa 352:1                       | Hällristning                |              | Boglösa, Uppland    |       | 59.593512, 17.146908 | 10020903520001 | Ladda upp en bild av detta fornminne      |
| Boglösa 353:1                       | Hällristning                |              | Boglösa, Uppland    |       | 59.592303, 17.145808 | 10020903530001 | Ladda upp en bild av detta fornminne      |
| Boglösa 354:1                       | Hällristning                |              | Boglösa, Uppland    |       | 59.610323, 17.142795 | 10020903540001 | Ladda upp en bild av detta fornminne      |
| Boglösa 355:1                       | Hällristning                |              | Boglösa, Uppland    |       | 59.611081, 17.144486 | 10020903550001 | Ladda upp en bild av detta fornminne      |
| Boglösa 356:1                       | Hällristning                |              | Boglösa, Uppland    |       | 59.613169, 17.153003 | 10020903560001 | Ladda upp en bild av detta fornminne      |
| Boglösa 357:1                       | Hällristning                |              | Boglösa, Uppland    |       | 59.611314, 17.149721 | 10020903570001 | Ladda upp en bild av detta fornminne      |
| Boglösa 358:1                       | Stensättning                |              | Boglösa, Uppland    |       | 59.600517, 17.144033 | 10020903580001 | Ladda upp en bild av detta fornminne      |
| Boglösa 360:1                       | Stensättning                |              | Boglösa, Uppland    |       | 59.601317, 17.140044 | 10020903600001 | Ladda upp en bild av detta fornminne      |
| Boglösa 360:3                       | Stensättning                |              | Boglösa, Uppland    |       | 59.601036, 17.140188 | 10020903600003 | Ladda upp en bild av detta fornminne      |
| Boglösa 360:4                       | Stensättning                |              | Boglösa, Uppland    |       | 59.600862, 17.140200 | 10020903600004 | Ladda upp en bild av detta fornminne      |
| Boglösa 361:1                       | Hällristning                |              | Boglösa, Uppland    |       | 59.596790, 17.169575 | 10020903610001 | Ladda upp en bild av detta fornminne      |
| Boglösa 361:2                       | Hällristning                |              | Boglösa, Uppland    |       | 59.596876, 17.169420 | 10020903610002 | Ladda upp en bild av detta fornminne      |
| Boglösa 362:1                       | Hällristning                |              | Boglösa, Uppland    |       | 59.597423, 17.168584 | 10020903620001 | Ladda upp en bild av detta fornminne      |
| Boglösa 363:1                       | Hällristning                |              | Boglösa, Uppland    |       | 59.602032, 17.168149 | 10020903630001 | Ladda upp en bild av detta fornminne      |
| Boglösa 363:2                       | Hällristning                |              | Boglösa, Uppland    |       | 59.602084, 17.168028 | 10020903630002 | Ladda upp en bild av detta fornminne      |
| Boglösa 364:1                       | Stensättning                |              | Boglösa, Uppland    |       | 59.601965, 17.168024 | 10020903640001 | Ladda upp en bild av detta fornminne      |
| Boglösa 365:1                       | Hällristning                |              | Boglösa, Uppland    |       | 59.601830, 17.173200 | 10020903650001 | Ladda upp en bild av detta fornminne      |
| Boglösa 365:2                       | Hällristning                |              | Boglösa, Uppland    |       | 59.601889, 17.173200 | 10020903650002 | Ladda upp en bild av detta fornminne      |
| Boglösa 366:1                       | Hällristning                |              | Boglösa, Uppland    |       | 59.596149, 17.177902 | 10020903660001 | Ladda upp en bild av detta fornminne      |
| Boglösa 366:2                       | Hällristning                |              | Boglösa, Uppland    |       | 59.596005, 17.178370 | 10020903660002 | Ladda upp en bild av detta fornminne      |
| Boglösa 367:1                       | Hällristning                |              | Boglösa, Uppland    |       | 59.610828, 17.166550 | 10020903670001 | Ladda upp en bild av detta fornminne      |
| Boglösa 368:1                       | Hällristning                |              | Boglösa, Uppland    |       | 59.597461, 17.173298 | 10020903680001 | Ladda upp en bild av detta fornminne      |
| Boglösa 369:1                       | Hällristning                |              | Boglösa, Uppland    |       | 59.611431, 17.168139 | 10020903690001 | Ladda upp en bild av detta fornminne      |
| Boglösa 370:1                       | Hällristning                |              | Boglösa, Uppland    |       | 59.589263, 17.183366 | 10020903700001 | Ladda upp en bild av detta fornminne      |
| Boglösa 371:1                       | Hällristning                |              | Boglösa, Uppland    |       | 59.592739, 17.179044 | 10020903710001 | Ladda upp en bild av detta fornminne      |
| Boglösa 371:2                       | Hällristning                |              | Boglösa, Uppland    |       | 59.593088, 17.178597 | 10020903710002 | Ladda upp en bild av detta fornminne      |
| Boglösa 371:3                       | Hällristning                |              | Boglösa, Uppland    |       | 59.593166, 17.178376 | 10020903710003 | Ladda upp en bild av detta fornminne      |
| Boglösa 372:1                       | Hällristning                |              | Boglösa, Uppland    |       | 59.608731, 17.163695 | 10020903720001 | Ladda upp en bild av detta fornminne      |
| Boglösa 372:2                       | Hällristning                |              | Boglösa, Uppland    |       | 59.608731, 17.163582 | 10020903720002 | Ladda upp en bild av detta fornminne      |
| Boglösa 373:1                       | Hällristning                |              | Boglösa, Uppland    |       | 59.609225, 17.163364 | 10020903730001 | Ladda upp en bild av detta fornminne      |
| Boglösa 374:1                       | Hällristning                |              | Boglösa, Uppland    |       | 59.594606, 17.177710 | 10020903740001 | Ladda upp en bild av detta fornminne      |
| Boglösa 375:1                       | Hällristning                |              | Boglösa, Uppland    |       | 59.599470, 17.148452 | 10020903750001 | Ladda upp en bild av detta fornminne      |
| Boglösa 376:1                       | Hällristning                |              | Boglösa, Uppland    |       | 59.598621, 17.169827 | 10020903760001 | Ladda upp en bild av detta fornminne      |
| Boglösa 376:2                       | Hällristning                |              | Boglösa, Uppland    |       | 59.598699, 17.170039 | 10020903760002 | Ladda upp en bild av detta fornminne      |
| Boglösa 377:1                       | Hällristning                |              | Boglösa, Uppland    |       | 59.572136, 17.194671 | 10020903770001 | Ladda upp en bild av detta fornminne      |
| Boglösa 377:2                       | Hällristning                |              | Boglösa, Uppland    |       | 59.572173, 17.194910 | 10020903770002 | Ladda upp en bild av detta fornminne      |
| Boglösa 379:1                       | Hällristning                |              | Boglösa, Uppland    |       | 59.621175, 17.147022 | 10020903790001 | Ladda upp en bild av detta fornminne      |
| Boglösa 380:1                       | Hällristning                |              | Boglösa, Uppland    |       | 59.603845, 17.138077 | 10020903800001 | Ladda upp en bild av detta fornminne      |
| Boglösa 381:1                       | Hällristning                |              | Boglösa, Uppland    |       | 59.602965, 17.138296 | 10020903810001 | Ladda upp en bild av detta fornminne      |
| Boglösa 382:1                       | Hällristning                |              | Boglösa, Uppland    |       | 59.602977, 17.137113 | 10020903820001 | Ladda upp en bild av detta fornminne      |
| Boglösa 383:1                       | Hällristning                |              | Boglösa, Uppland    |       | 59.606804, 17.137073 | 10020903830001 | Ladda upp en bild av detta fornminne      |
| Boglösa 384:1                       | Hällristning                |              | Boglösa, Uppland    |       | 59.614835, 17.160844 | 10020903840001 | Ladda upp en bild av detta fornminne      |
| Boglösa 385:1                       | Hällristning                |              | Boglösa, Uppland    |       | 59.605687, 17.129237 | 10020903850001 | Ladda upp en bild av detta fornminne      |
| Boglösa 386:1                       | Hällristning                |              | Boglösa, Uppland    |       | 59.598330, 17.170217 | 10020903860001 | Ladda upp en bild av detta fornminne      |
| Boglösa 387:1                       | Hällristning                |              | Boglösa, Uppland    |       | 59.595435, 17.195911 | 10020903870001 | Ladda upp en bild av detta fornminne      |
| Boglösa 388:1                       | Hällristning                |              | Boglösa, Uppland    |       | 59.599829, 17.134051 | 10020903880001 | Ladda upp en bild av detta fornminne      |
| Boglösa 390:1                       | Hällristning                |              | Boglösa, Uppland    |       | 59.599526, 17.140576 | 10020903900001 | Ladda upp en bild av detta fornminne      |
| Boglösa 391:1                       | Hällristning                |              | Boglösa, Uppland    |       | 59.602320, 17.133525 | 10020903910001 | Ladda upp en bild av detta fornminne      |
| Boglösa 391:2                       | Hällristning                |              | Boglösa, Uppland    |       | 59.602305, 17.133617 | 10020903910002 | Ladda upp en bild av detta fornminne      |
| Boglösa 391:3                       | Hällristning                |              | Boglösa, Uppland    |       | 59.602393, 17.133517 | 10020903910003 | Ladda upp en bild av detta fornminne      |
| Boglösa 391:4                       | Hällristning                |              | Boglösa, Uppland    |       | 59.602385, 17.133516 | 10020903910004 | Ladda upp en bild av detta fornminne      |
| Boglösa 391:5                       | Hällristning                |              | Boglösa, Uppland    |       | 59.602428, 17.133518 | 10020903910005 | Ladda upp en bild av detta fornminne      |
| Boglösa 392:1                       | Hällristning                |              | Boglösa, Uppland    |       | 59.595380, 17.145813 | 10020903920001 | Ladda upp en bild av detta fornminne      |
| Boglösa 393:1                       | Hällristning                |              | Boglösa, Uppland    |       | 59.595188, 17.146784 | 10020903930001 | Ladda upp en bild av detta fornminne      |
| Boglösa 394:1                       | Hällristning                |              | Boglösa, Uppland    |       | 59.614108, 17.161420 | 10020903940001 | Ladda upp en bild av detta fornminne      |
| Boglösa 395:1                       | Hällristning                |              | Boglösa, Uppland    |       | 59.595118, 17.173862 | 10020903950001 | Ladda upp en bild av detta fornminne      |
| Boglösa 396:1                       | Hällristning                |              | Boglösa, Uppland    |       | 59.595319, 17.173921 | 10020903960001 | Ladda upp en bild av detta fornminne      |
| Boglösa 397:1                       | Hällristning                |              | Boglösa, Uppland    |       | 59.594181, 17.173978 | 10020903970001 | Ladda upp en bild av detta fornminne      |
| Boglösa 397:2                       | Hällristning                |              | Boglösa, Uppland    |       | 59.594288, 17.173774 | 10020903970002 | Ladda upp en bild av detta fornminne      |
| Boglösa 398:1                       | Hällristning                |              | Boglösa, Uppland    |       | 59.598075, 17.173050 | 10020903980001 | Ladda upp en bild av detta fornminne      |
| Boglösa 399:1                       | Hällristning                |              | Boglösa, Uppland    |       | 59.598426, 17.173598 | 10020903990001 | Ladda upp en bild av detta fornminne      |
| Boglösa 400:1                       | Hällristning                |              | Boglösa, Uppland    |       | 59.594353, 17.213894 | 10020904000001 | Ladda upp en bild av detta fornminne      |
| Boglösa 401:1                       | Hällristning                |              | Boglösa, Uppland    |       | 59.594588, 17.215535 | 10020904010001 | Ladda upp en bild av detta fornminne      |
| Boglösa 402:1                       | Hällristning                |              | Boglösa, Uppland    |       | 59.591913, 17.215197 | 10020904020001 | Ladda upp en bild av detta fornminne      |
| Boglösa 403:1                       | Hällristning                |              | Boglösa, Uppland    |       | 59.590825, 17.212861 | 10020904030001 | Ladda upp en bild av detta fornminne      |
| Boglösa 404:1                       | Hällristning                |              | Boglösa, Uppland    |       | 59.589853, 17.209574 | 10020904040001 | Ladda upp en bild av detta fornminne      |
| Boglösa 411:1                       | Stensättning                |              | Boglösa, Uppland    |       | 59.595961, 17.146596 | 10020904110001 | Ladda upp en bild av detta fornminne      |
| Boglösa 411:4                       | Hällristning                |              | Boglösa, Uppland    |       | 59.595791, 17.146215 | 10020904110004 | Ladda upp en bild av detta fornminne      |
| Boglösa 413:1                       | Stensättning                |              | Boglösa, Uppland    |       | 59.601063, 17.138733 | 10020904130001 | Ladda upp en bild av detta fornminne      |
| Boglösa 414:1                       | Hällristning                |              | Boglösa, Uppland    |       | 59.598441, 17.142806 | 10020904140001 | Ladda upp en bild av detta fornminne      |
| Boglösa 415:1                       | Hällristning                |              | Boglösa, Uppland    |       | 59.597189, 17.145094 | 10020904150001 | Ladda upp en bild av detta fornminne      |
| Boglösa 416:1                       | Hällristning                |              | Boglösa, Uppland    |       | 59.597571, 17.144850 | 10020904160001 | Ladda upp en bild av detta fornminne      |
| Boglösa 416:2                       | Hällristning                |              | Boglösa, Uppland    |       | 59.597410, 17.144560 | 10020904160002 | Ladda upp en bild av detta fornminne      |
| Boglösa 416:3                       | Hällristning                |              | Boglösa, Uppland    |       | 59.597640, 17.145671 | 10020904160003 | Ladda upp en bild av detta fornminne      |
| Boglösa 417:1                       | Stensättning                |              | Boglösa, Uppland    |       | 59.608353, 17.162889 | 10020904170001 | Ladda upp en bild av detta fornminne      |
| Boglösa 418:1                       | Stensättning                |              | Boglösa, Uppland    |       | 59.606908, 17.163378 | 10020904180001 | Ladda upp en bild av detta fornminne      |
| Boglösa 427:1                       | Hög                         |              | Boglösa, Uppland    |       | 59.621811, 17.146607 | 10020904270001 | Ladda upp en bild av detta fornminne      |
| Boglösa 438:1                       | Röse                        |              | Boglösa, Uppland    |       | 59.627469, 17.154044 | 10020904380001 | Ladda upp en bild av detta fornminne      |
| Boglösa 458:1                       | Hällristning                |              | Boglösa, Uppland    |       | 59.590255, 17.149363 | 10020904580001 | Ladda upp en bild av detta fornminne      |
| Boglösa 459:2                       | Stensättning                |              | Boglösa, Uppland    |       | 59.590115, 17.152980 | 10020904590002 | Ladda upp en bild av detta fornminne      |
| Boglösa 469:1                       | Stensättning                |              | Boglösa, Uppland    |       | 59.586614, 17.173447 | 10020904690001 | Ladda upp en bild av detta fornminne      |
| Boglösa 469:2                       | Stensättning                |              | Boglösa, Uppland    |       | 59.586430, 17.173630 | 10020904690002 | Ladda upp en bild av detta fornminne      |
| Boglösa 469:3                       | Stensättning                |              | Boglösa, Uppland    |       | 59.586217, 17.173620 | 10020904690003 | Ladda upp en bild av detta fornminne      |
| Boglösa 479:1                       | Stensättning                |              | Boglösa, Uppland    |       | 59.580065, 17.191915 | 10020904790001 | Ladda upp en bild av detta fornminne      |
| Boglösa 480:1                       | Stensättning                |              | Boglösa, Uppland    |       | 59.580359, 17.192009 | 10020904800001 | Ladda upp en bild av detta fornminne      |
| Boglösa 481:1                       | Stensättning                |              | Boglösa, Uppland    |       | 59.590615, 17.152393 | 10020904810001 | Ladda upp en bild av detta fornminne      |
| Boglösa 482:1                       | Hällristning                |              | Boglösa, Uppland    |       | 59.592366, 17.204973 | 10020904820001 | Ladda upp en bild av detta fornminne      |
| Boglösa 485:1                       | Stensättning                |              | Boglösa, Uppland    |       | 59.597782, 17.215039 | 10020904850001 | Ladda upp en bild av detta fornminne      |
| Boglösa 489:1                       | Grav markerad av sten/block |              | Boglösa, Uppland    |       | 59.600333, 17.220380 | 10020904890001 | Ladda upp en bild av detta fornminne      |
| Boglösa 490:1                       | Gravfält                    |              | Boglösa, Uppland    |       | 59.599854, 17.220757 | 10020904900001 | Ladda upp en bild av detta fornminne      |
| Boglösa 494:1                       | Stensättning                |              | Boglösa, Uppland    |       | 59.598318, 17.218285 | 10020904940001 | Ladda upp en bild av detta fornminne      |
| Boglösa 495:1                       | Grav markerad av sten/block |              | Boglösa, Uppland    |       | 59.589559, 17.225864 | 10020904950001 | Ladda upp en bild av detta fornminne      |
| Boglösa 502:1                       | Stensättning                |              | Boglösa, Uppland    |       | 59.582459, 17.239606 | 10020905020001 | Ladda upp en bild av detta fornminne      |
| Boglösa 503:1                       | Gravfält                    |              | Boglösa, Uppland    |       | 59.580114, 17.244646 | 10020905030001 | Ladda upp en bild av detta fornminne      |
| Boglösa 504:2                       | Stensättning                |              | Boglösa, Uppland    |       | 59.579226, 17.244271 | 10020905040002 | Ladda upp en bild av detta fornminne      |
| Boglösa 505:1                       | Stensättning                |              | Boglösa, Uppland    |       | 59.578203, 17.239490 | 10020905050001 | Ladda upp en bild av detta fornminne      |
| Boglösa 507:1                       | Stensättning                |              | Boglösa, Uppland    |       | 59.582315, 17.232362 | 10020905070001 | Ladda upp en bild av detta fornminne      |
| Boglösa 509:1                       | Stensättning                |              | Boglösa, Uppland    |       | 59.579775, 17.226478 | 10020905090001 | Ladda upp en bild av detta fornminne      |
| Boglösa 510:1                       | Stensättning                |              | Boglösa, Uppland    |       | 59.581563, 17.221856 | 10020905100001 | Ladda upp en bild av detta fornminne      |
| Boglösa 511:1                       | Gravfält                    |              | Boglösa, Uppland    |       | 59.584512, 17.224381 | 10020905110001 | Ladda upp en bild av detta fornminne      |
| Boglösa 512:1                       | Stensättning                |              | Boglösa, Uppland    |       | 59.582823, 17.225847 | 10020905120001 | Ladda upp en bild av detta fornminne      |
| Boglösa 514:1                       | Stensättning                |              | Boglösa, Uppland    |       | 59.595451, 17.213532 | 10020905140001 | Ladda upp en bild av detta fornminne      |
| Boglösa 514:2                       | Stensättning                |              | Boglösa, Uppland    |       | 59.595451, 17.213532 | 10020905140002 | Ladda upp en bild av detta fornminne      |
| Boglösa 516:1                       | Stensättning                |              | Boglösa, Uppland    |       | 59.579184, 17.225846 | 10020905160001 | Ladda upp en bild av detta fornminne      |
| Boglösa 516:2                       | Stensättning                |              | Boglösa, Uppland    |       | 59.579117, 17.225409 | 10020905160002 | Ladda upp en bild av detta fornminne      |
| Boglösa 518:1                       | Stensättning                |              | Boglösa, Uppland    |       | 59.580158, 17.223468 | 10020905180001 | Ladda upp en bild av detta fornminne      |
| Boglösa 518:3                       | Stensättning                |              | Boglösa, Uppland    |       | 59.579352, 17.223440 | 10020905180003 | Ladda upp en bild av detta fornminne      |
| Boglösa 519:1                       | Stensättning                |              | Boglösa, Uppland    |       | 59.582953, 17.216052 | 10020905190001 | Ladda upp en bild av detta fornminne      |
| Boglösa 521:1                       | Stensättning                |              | Boglösa, Uppland    |       | 59.581407, 17.220910 | 10020905210001 | Ladda upp en bild av detta fornminne      |
| Boglösa 522:1                       | Stensättning                |              | Boglösa, Uppland    |       | 59.599095, 17.218170 | 10020905220001 | Ladda upp en bild av detta fornminne      |
| Boglösa 523:1                       | Stensättning                |              | Boglösa, Uppland    |       | 59.600576, 17.219414 | 10020905230001 | Ladda upp en bild av detta fornminne      |
| Boglösa 524:1                       | Stensättning                |              | Boglösa, Uppland    |       | 59.595099, 17.218595 | 10020905240001 | Ladda upp en bild av detta fornminne      |
| Boglösa 532:1                       | Stensättning                |              | Boglösa, Uppland    |       | 59.577126, 17.196201 | 10020905320001 | Ladda upp en bild av detta fornminne      |
| Boglösa 533:1                       | Stensättning                |              | Boglösa, Uppland    |       | 59.576195, 17.194791 | 10020905330001 | Ladda upp en bild av detta fornminne      |
| Boglösa 537:1                       | Stensättning                |              | Boglösa, Uppland    |       | 59.575250, 17.191717 | 10020905370001 | Ladda upp en bild av detta fornminne      |
| Boglösa 537:2                       | Stensättning                |              | Boglösa, Uppland    |       | 59.574833, 17.191648 | 10020905370002 | Ladda upp en bild av detta fornminne      |
| Boglösa 538:1                       | Stensättning                |              | Boglösa, Uppland    |       | 59.575840, 17.191910 | 10020905380001 | Ladda upp en bild av detta fornminne      |
| Boglösa 542:1                       | Stensättning                |              | Boglösa, Uppland    |       | 59.581178, 17.187726 | 10020905420001 | Ladda upp en bild av detta fornminne      |
| Boglösa 542:2                       | Stensättning                |              | Boglösa, Uppland    |       | 59.580783, 17.187896 | 10020905420002 | Ladda upp en bild av detta fornminne      |
| Boglösa 543:1                       | Stensättning                |              | Boglösa, Uppland    |       | 59.579971, 17.185393 | 10020905430001 | Ladda upp en bild av detta fornminne      |
| Boglösa 544:1                       | Stensättning                |              | Boglösa, Uppland    |       | 59.578700, 17.185735 | 10020905440001 | Ladda upp en bild av detta fornminne      |
| Boglösa 546:1                       | Hög                         |              | Boglösa, Uppland    |       | 59.601472, 17.109907 | 10020905460001 | Ladda upp en bild av detta fornminne      |
| Boglösa 550:1                       | Stensättning                |              | Boglösa, Uppland    |       | 59.595417, 17.130643 | 10020905500001 | Ladda upp en bild av detta fornminne      |
| Boglösa 554:1                       | Stensättning                |              | Boglösa, Uppland    |       | 59.595286, 17.189945 | 10020905540001 | Ladda upp en bild av detta fornminne      |
| Boglösa 554:2                       | Stensättning                |              | Boglösa, Uppland    |       | 59.595167, 17.189855 | 10020905540002 | Ladda upp en bild av detta fornminne      |
| Boglösa 554:3                       | Stensättning                |              | Boglösa, Uppland    |       | 59.594945, 17.190549 | 10020905540003 | Ladda upp en bild av detta fornminne      |
| Boglösa 562:1                       | Stensättning                |              | Boglösa, Uppland    |       | 59.614247, 17.175782 | 10020905620001 | Ladda upp en bild av detta fornminne      |
| Boglösa 570:1                       | Stensättning                |              | Boglösa, Uppland    |       | 59.613226, 17.183234 | 10020905700001 | Ladda upp en bild av detta fornminne      |
| Boglösa 570:2                       | Stensättning                |              | Boglösa, Uppland    |       | 59.613042, 17.183627 | 10020905700002 | Ladda upp en bild av detta fornminne      |
| Boglösa 573:1                       | Stensättning                |              | Boglösa, Uppland    |       | 59.613937, 17.180960 | 10020905730001 | Ladda upp en bild av detta fornminne      |
| Boglösa 573:2                       | Stensättning                |              | Boglösa, Uppland    |       | 59.614069, 17.181220 | 10020905730002 | Ladda upp en bild av detta fornminne      |
| Boglösa 573:3                       | Stensättning                |              | Boglösa, Uppland    |       | 59.613675, 17.181663 | 10020905730003 | Ladda upp en bild av detta fornminne      |
| Boglösa 574:1                       | Hällristning                |              | Boglösa, Uppland    |       | 59.607839, 17.111043 | 10020905740001 | Ladda upp en bild av detta fornminne      |
| Boglösa 575:1                       | Stensättning                |              | Boglösa, Uppland    |       | 59.598796, 17.161590 | 10020905750001 | Ladda upp en bild av detta fornminne      |
| Boglösa 576:1                       | Gravfält                    |              | Boglösa, Uppland    |       | 59.603971, 17.219323 | 10020905760001 | Ladda upp en bild av detta fornminne      |
| Boglösa 577:1                       | Grav- och boplatsområde     |              | Boglösa, Uppland    |       | 59.620504, 17.139853 | 10020905770001 | Ladda upp en bild av detta fornminne      |
| Boglösa 577:2                       | Hällristning                |              | Boglösa, Uppland    |       | 59.620438, 17.140189 | 10020905770002 | Ladda upp en bild av detta fornminne      |
| Boglösa 577:3                       | Hällristning                |              | Boglösa, Uppland    |       | 59.620429, 17.140050 | 10020905770003 | Ladda upp en bild av detta fornminne      |
| Boglösa 577:4                       | Hällristning                |              | Boglösa, Uppland    |       | 59.620505, 17.140154 | 10020905770004 | Ladda upp en bild av detta fornminne      |
| Boglösa 577:5                       | Hällristning                |              | Boglösa, Uppland    |       | 59.620528, 17.140248 | 10020905770005 | Ladda upp en bild av detta fornminne      |
| Boglösa 577:6                       | Hällristning                |              | Boglösa, Uppland    |       | 59.620490, 17.140423 | 10020905770006 | Ladda upp en bild av detta fornminne      |
| Boglösa 577:7                       | Hällristning                |              | Boglösa, Uppland    |       | 59.620279, 17.139194 | 10020905770007 | Ladda upp en bild av detta fornminne      |
| Boglösa 577:8                       | Hällristning                |              | Boglösa, Uppland    |       | 59.620306, 17.139429 | 10020905770008 | Ladda upp en bild av detta fornminne      |
| Boglösa 577:9                       | Hällristning                |              | Boglösa, Uppland    |       | 59.620302, 17.139578 | 10020905770009 | Ladda upp en bild av detta fornminne      |
| Boglösa 578:1                       | Hällristning                |              | Boglösa, Uppland    |       | 59.607877, 17.132350 | 10020905780001 | Ladda upp en bild av detta fornminne      |
| Boglösa 594                         | Röse                        |              | Boglösa, Uppland    |       | 59.609622, 17.172699 | 12000000115931 | Ladda upp en bild av detta fornminne      |
| Boglösa 597                         | Stensättning                |              | Boglösa, Uppland    |       | 59.614414, 17.160519 | 12000000126484 | Ladda upp en bild av detta fornminne      |
| Boglösa 598                         | Hällristning                |              | Boglösa, Uppland    |       | 59.595105, 17.145757 | 12000000129965 | Ladda upp en bild av detta fornminne      |
| Boglösa 599                         | Hällristning                |              | Boglösa, Uppland    |       | 59.595598, 17.145310 | 12000000129967 | Ladda upp en bild av detta fornminne      |